# Um er-Rasas
Um er-Rasas, también llamado Kastrom Mefa'a es un sitio arqueológico jordano que contiene ruinas de las civilizaciones romana, bizantina y proto-musulmana. Se encuentra a 30 km al sureste de Madaba, que es la capital de la gobernación de Madaba, en el centro de Jordania. Fue una vez accesible por las ramas de la ruta comercial Camino de los Reyes, y está situado en la región de la estepa semiárida del desierto jordano. El sitio ha sido mencionado como el asentamiento bíblico de Mephaat en el Libro de Jeremías. El ejército romano utilizó el sitio como una guarnición estratégica, pero más tarde fue convertido y habitado por comunidades cristianas e islámicas. En 2004, el sitio fue inscrito como Patrimonio de la Humanidad por la UNESCO, y es valorado por los arqueólogos por sus extensas ruinas que datan de los periodos romanos, bizantinos y musulmanes. Studium Biblicum Franciscanum llevó a cabo excavaciones en el extremo norte del sitio en 1986, pero gran parte del área permanece enterrada bajo escombros.
La mayor parte del sitio no ha sido excavada, encontrándose hasta la fecha un campamento vinculado al Limes Arabicus y varias iglesias.
Al final del siglo IV, el castrum romano fue ocupado por una unidad de caballería de las legiones romanas. Estas tropas fueron acantonadas por Diocleciano, tras la reorganización de las fronteras subsiguiente a la guerra contra la reina Zenobia de Palmira, ganada por Aureliano en el año 272.

## Historia
Particularmente durante las épocas de la Edad del Bronce Antiguo III-IV, Edad del Hierro II y épocas romano-bizantinas, densas poblaciones habitaron las regiones topográficas más allá de las orillas occidentales del Mar Muerto. Entre estos asentamientos antiguos, el sitio de Mefat ha sido mencionado en los textos bíblicos como una de las ciudades en la meseta para ser condenado a una gran destrucción (Jeremías 48:21). Muchas de las ramas del Camino de los Reyes proporcionaron un medio para llegar a las ciudades antiguas más remotas, pero la ruta principal sirvió como el precursor de la Vía Trajana Nova construida por el emperador romano Trajano (53-117). Este camino con muchas ramificaciones facilitó los viajes y los campamentos militares romanos se establecieron en el camino como una medida defensiva contra los asaltos bárbaros a través de la frontera del desierto romano conocida como las Limes Arabicus. Eusebio de Cesarea identificó a Mephaat como el campamento de un ejército romano cerca del desierto en su Onomasticon (K.128: 21). Además, la excavación de una iglesia bizantina aquí expone una inscripción que nombra el área como Castron Mephaa apoyando todavía más la teoría de que Umm-ar Rasas y el bíblico Mephaat son lo mismo.

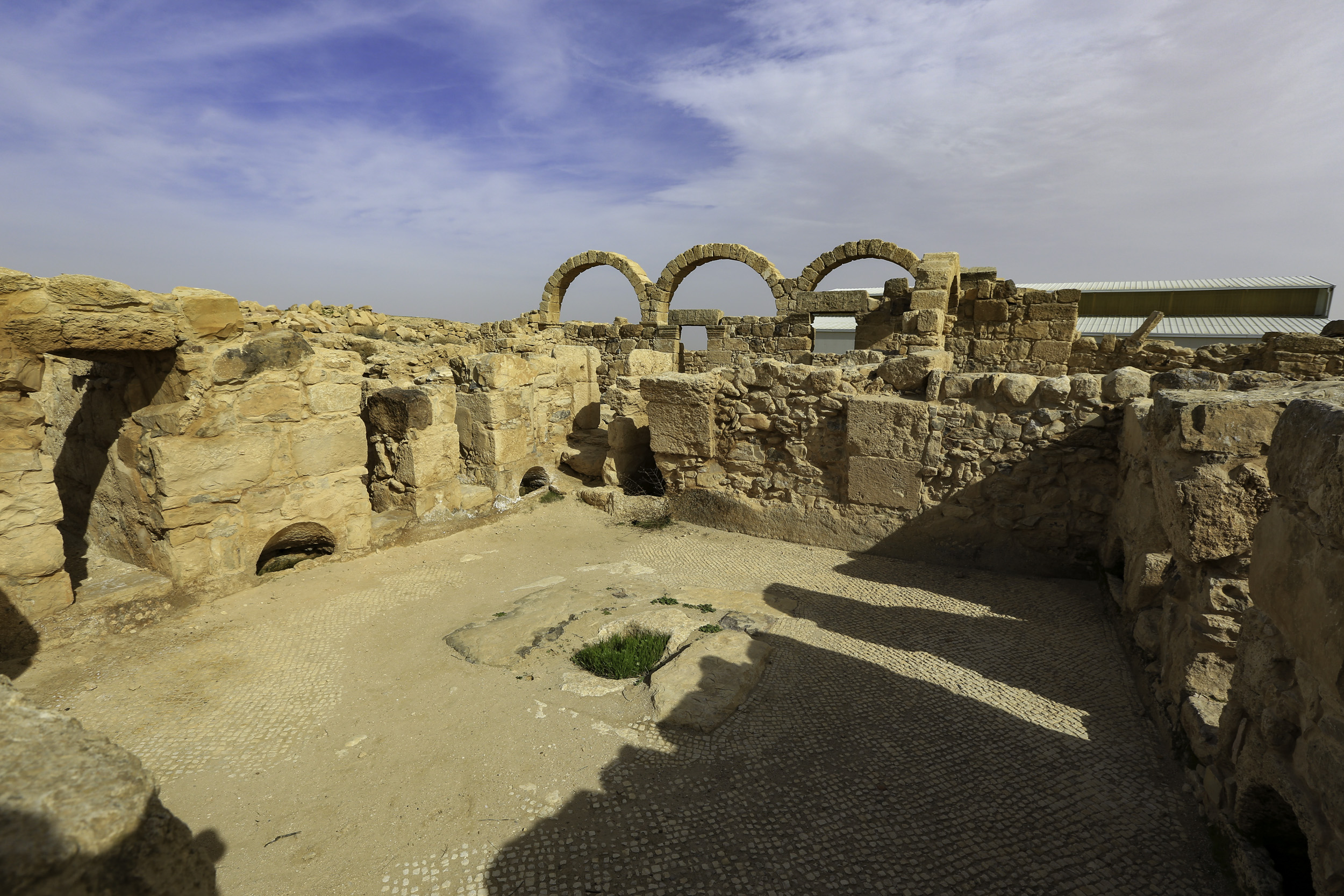
Um er-Rasas (Kastrom Mefa'a) (أم الرّصاص)
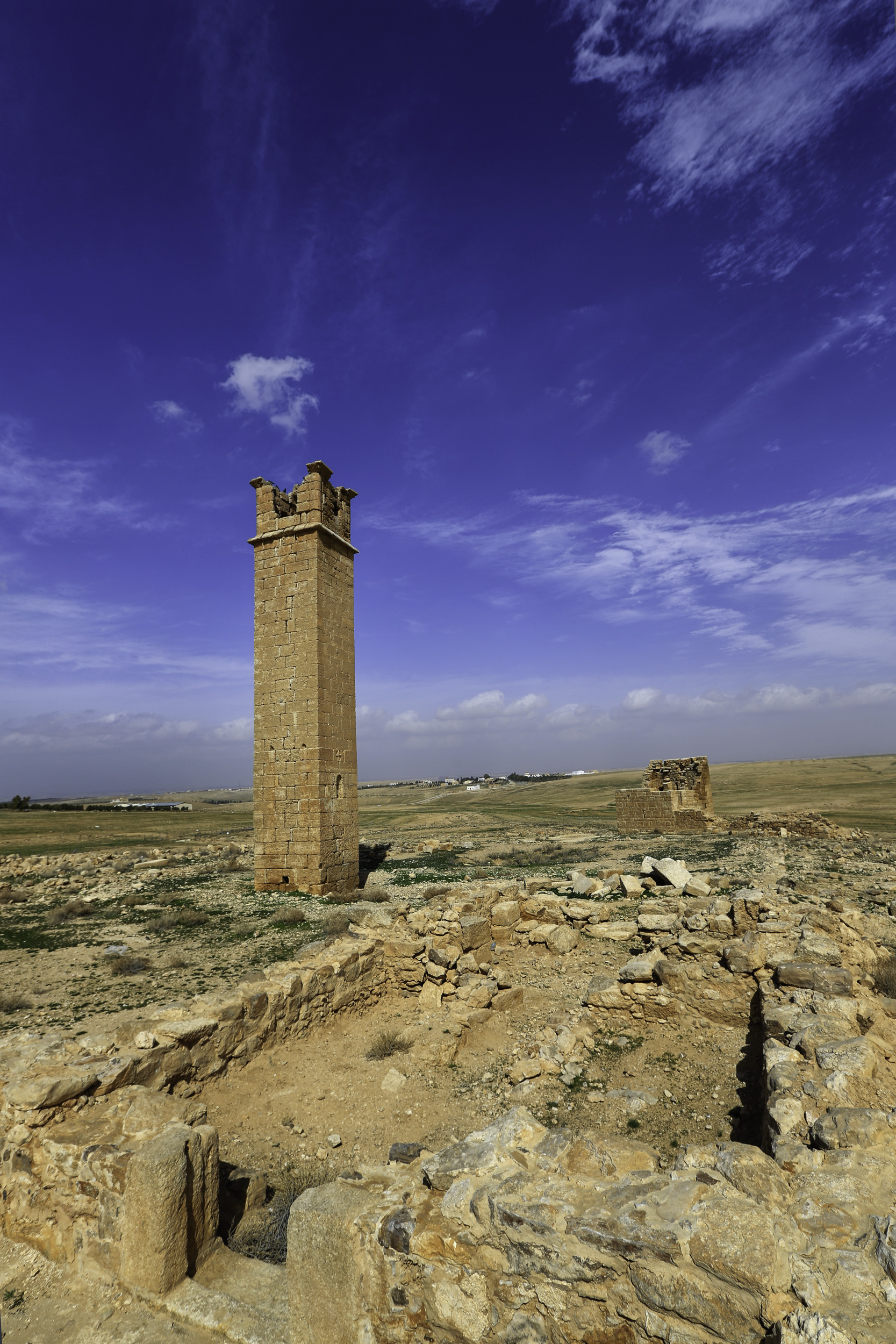
Torre de estilita vista desde lejos
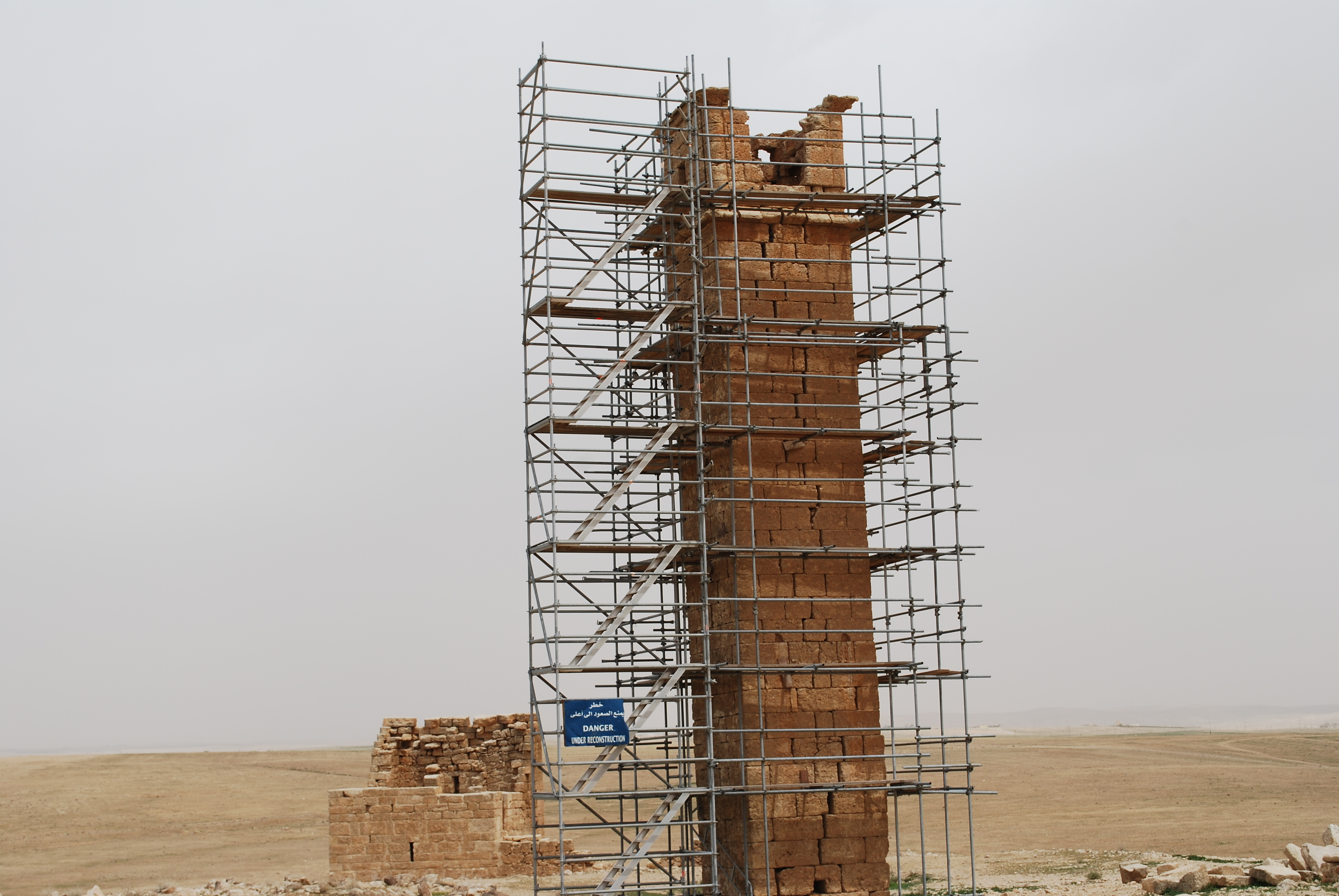
Trabajos de restauración de la Torre en 2017.
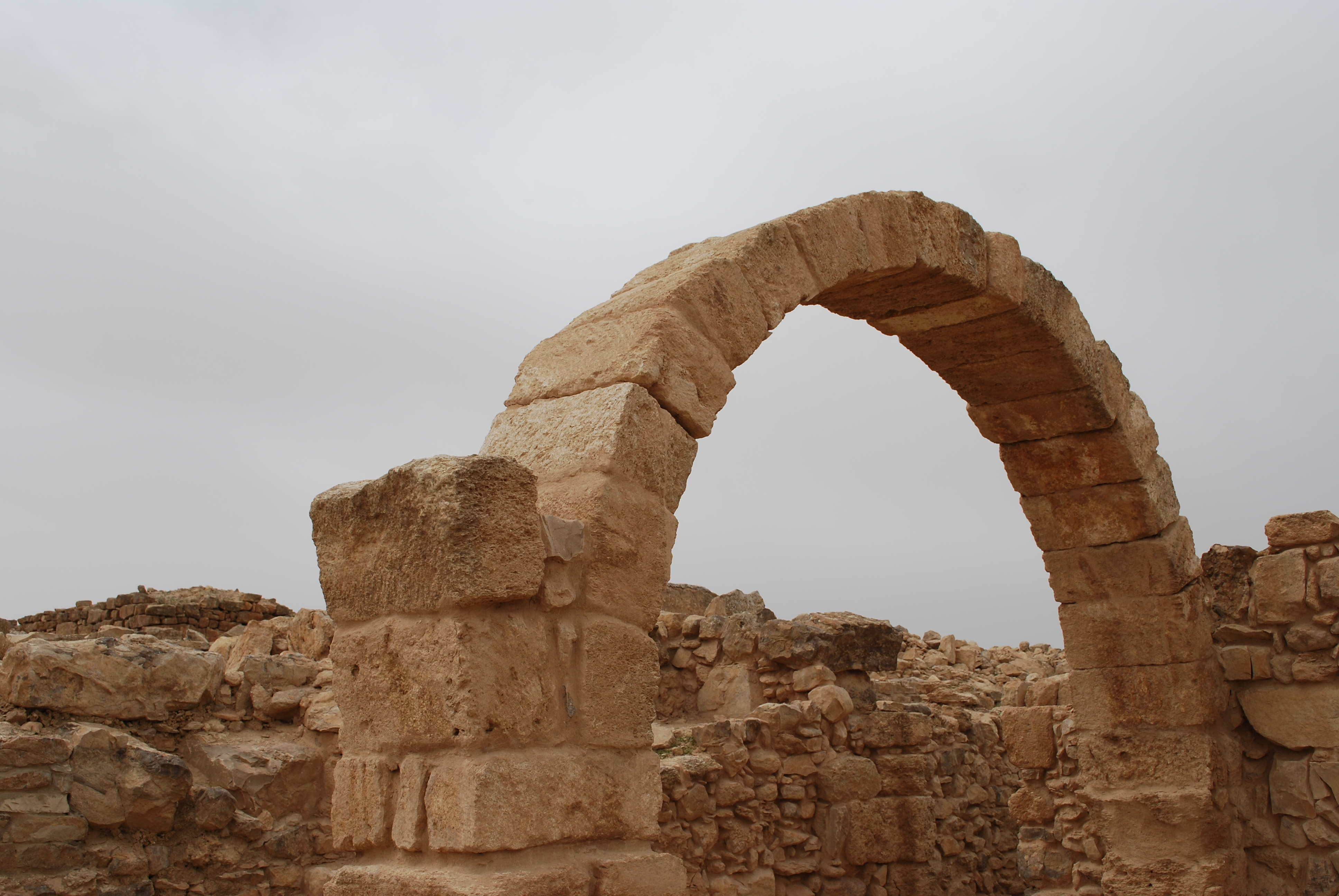
Arco desde un ángulo oblicuo

## Período bizantino
En el siglo IV d. C., la llegada de la peregrinación hizo que Palestina se convirtiera en el núcleo del mundo cristiano, y decenas de hombres y mujeres piadosos atravesaron el desierto en busca de lugares de importancia bíblica, así como de comunión con su creador. El número de peregrinos se intensificó en el siglo V d. C., y muchos cristianos optaron por establecerse en el desierto estableciendo comunidades monásticas. Umm ar-Rasas se convirtió en un centro eclesiástico con numerosas iglesias bizantinas. Entre los hallazgos notables desenterrados en Umm-ar Rasas se encuentra la Iglesia de San Esteban, que presenta mosaicos elaborados y sofisticados. El descubrimiento de inscripciones griegas dentro de los mosaicos confirmó que datan del 756-785 d. C. El rango de fechas coincide con el período del califato abasí de dominio musulmán y demuestra la ocupación cristiana posterior a las áreas circundantes. Los mosaicos ilustran viñetas municipales con texto explicativo que cubre una serie de ciudades en Palestina, Jordania y a lo largo del delta del Nilo. Ausentes en los mosaicos de Umm ar-Rasas están las representaciones de los principales lugares sagrados venerados por los peregrinos como Belén, Hebrón o Nazaret, a diferencia del mapa de Madaba que se encuentra cerca.

### Torre de estilita
La característica más destacada de Umm ar-Rasas se encuentra aproximadamente a 1,6 km (1 milla) al norte de las ruinas amuralladas. Interpretada como una torre de estilita, la elevada estructura sirvió como plataforma para los ascetas cristianos que vivían aislados en la cima, así como un altar para un llamado a la oración. Adornado con símbolos cristianos tallados en los cuatro lados, el pilar cuadrado perdura en la distancia como evidencia de la una vez floreciente comunidad establecida en la era bizantina como centro de iluminación espiritual.

## Conquista musulmana
Los ejércitos musulmanes penetraron en Palestina durante el verano de 634 d. C. e inicialmente atacaron regiones a lo largo de la costa mediterránea, incluida la Franja de Gaza. Descontentos con el control bizantino, los miembros de las tribus locales de habla árabe que vivían en las extensiones desérticas ayudaron voluntariamente a los invasores musulmanes a facilitar su conquista. La eficaz campaña se caracterizó por una destrucción limitada, y muchas ciudades de Tierra Santa se rindieron bajo condiciones al dominio musulmán. Las iglesias bizantinas rara vez se transformaban en mezquitas, pero especialmente durante el período abasí, el gobierno musulmán aplicó activamente leyes restrictivas contra las imágenes cristianas. Los mosaicos fueron desfigurados al quitar y volver a ensamblar teselas de colores , como se ve en la Iglesia de San Esteban. Tras la victoria musulmana, los cristianos continuaron haciendo peregrinaciones a lugares sagrados; sin embargo, el número disminuyó con la amenaza de encarcelamiento por parte de funcionarios musulmanes. Muchos de los monasterios e iglesias construidos por cristianos bizantinos finalmente fueron abandonados.

## Mosaicos

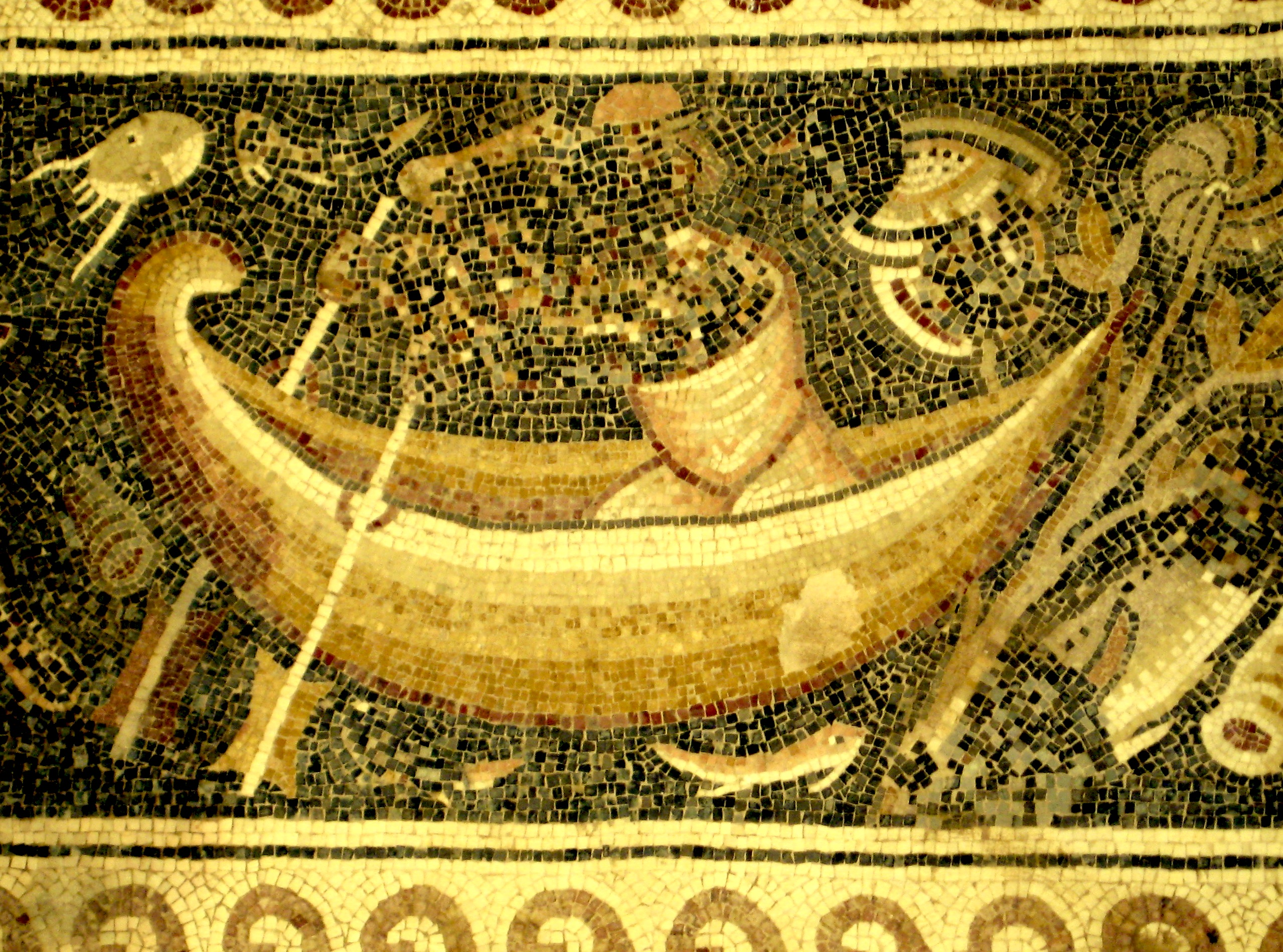
Representación de un pescador.

El descubrimiento más importante en el sitio fue el piso de mosaico de la Iglesia de San Esteban. Fue hecho en 785 y descubierto después de 1986. El piso de mosaico perfectamente conservado es el más grande de Jordania. En el panel central, se representan escenas de caza y pesca, mientras que otro panel ilustra las ciudades más importantes de la región, incluyendo Filadelfia (Amán), Madaba, Esbounta ( Hesbón ), Belemounta (Ma'an), Areopolis (Ar-Rabá), Charac Moaba (Al-Karak ), Jerusalén, Naplusa, Cesarea y Gaza. El marco del mosaico es especialmente decorativo. Seis maestros de mosaico firmaron la obra: Staurachios de Esbus, Euremios, Elias, Constantinus, Germanus y Abdela. Se superpone a otro piso dañado de mosaico de la Iglesia (587) anterior del Obispo Sergio. Otras cuatro iglesias fueron excavadas cerca con trazas de decoración de mosaico.

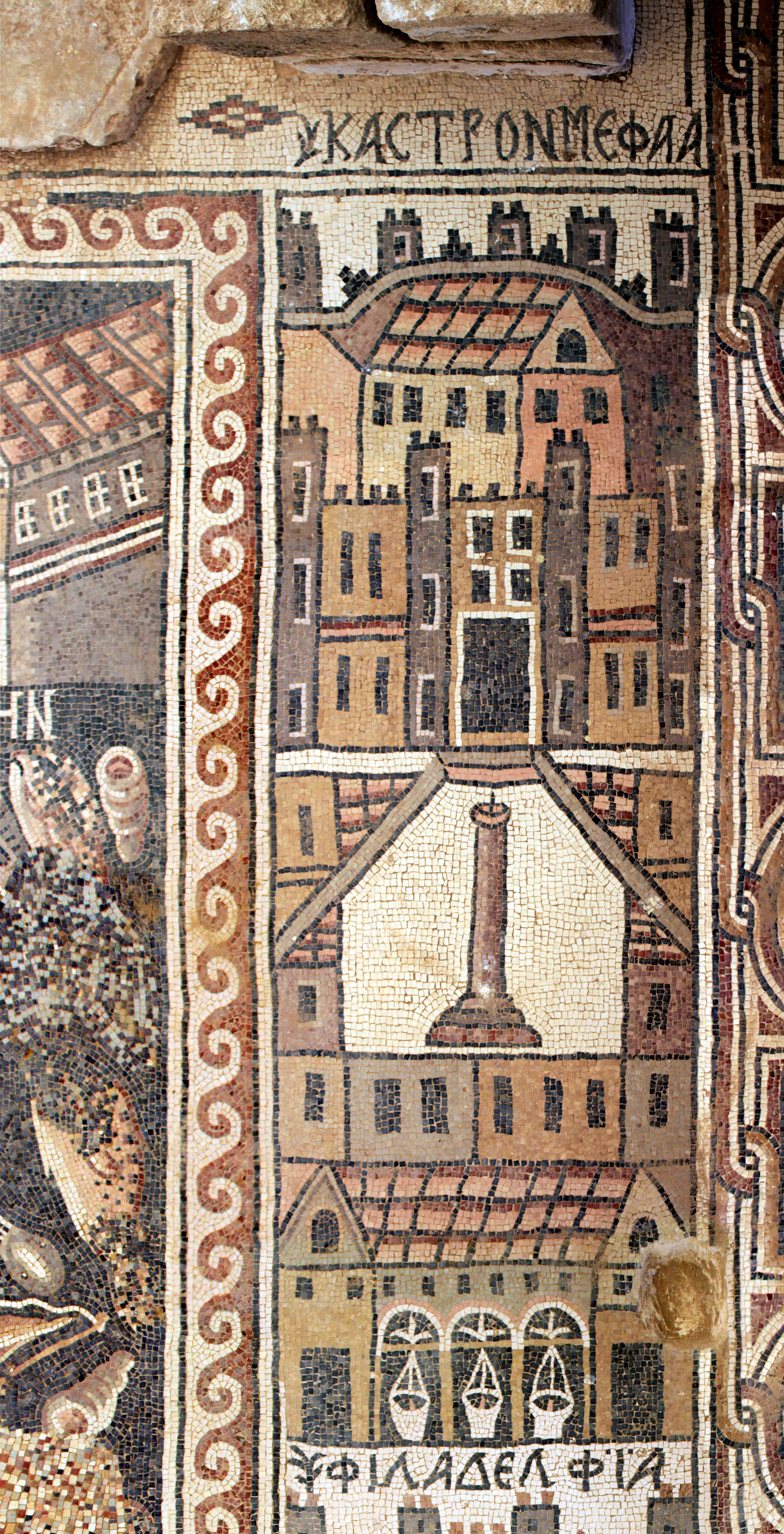
Iglesia de San Esteban. Es una representación abstracta del propio Kastron Mephaa con una columna como centro.
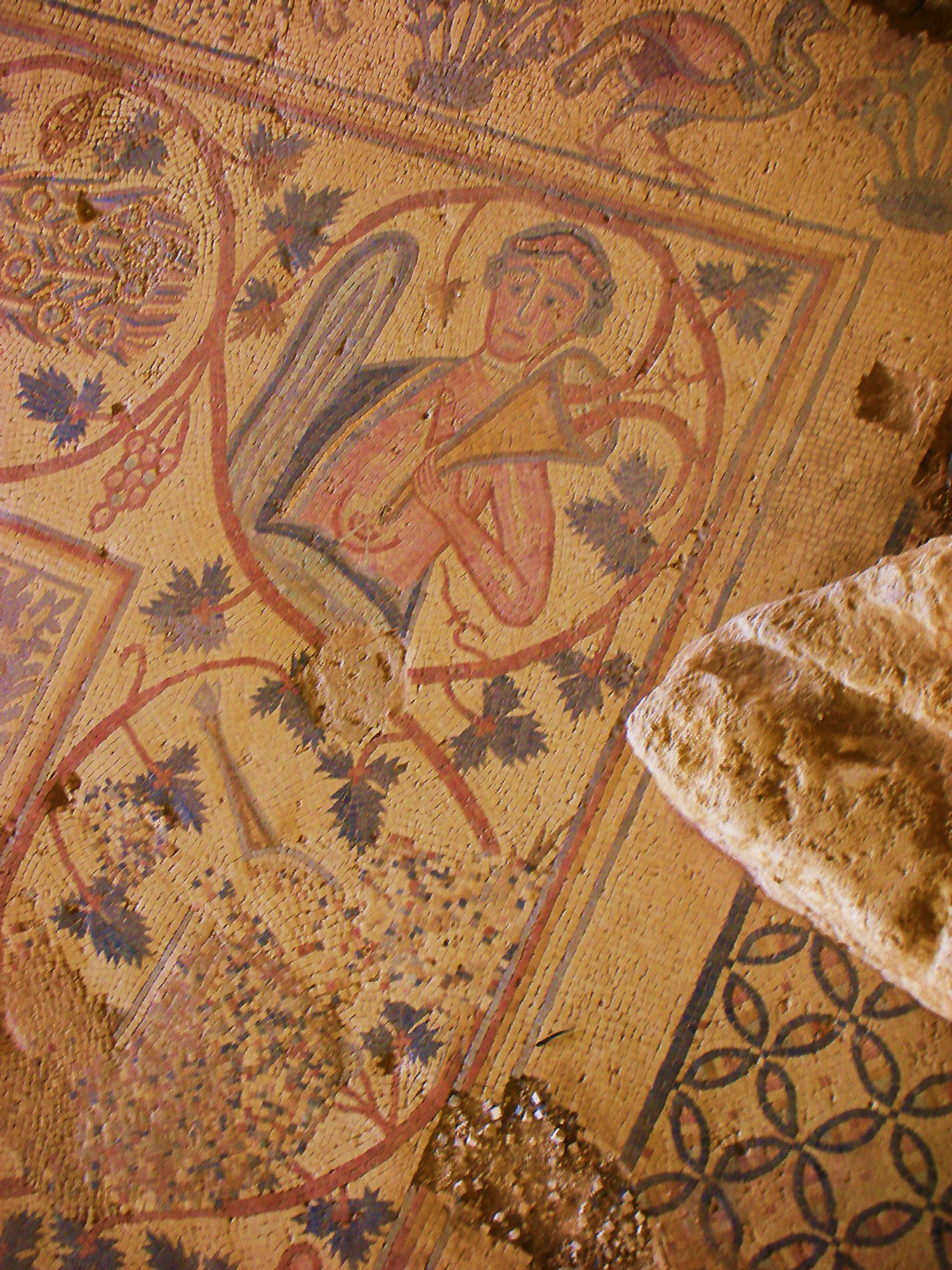
El único ícono que queda en el complejo
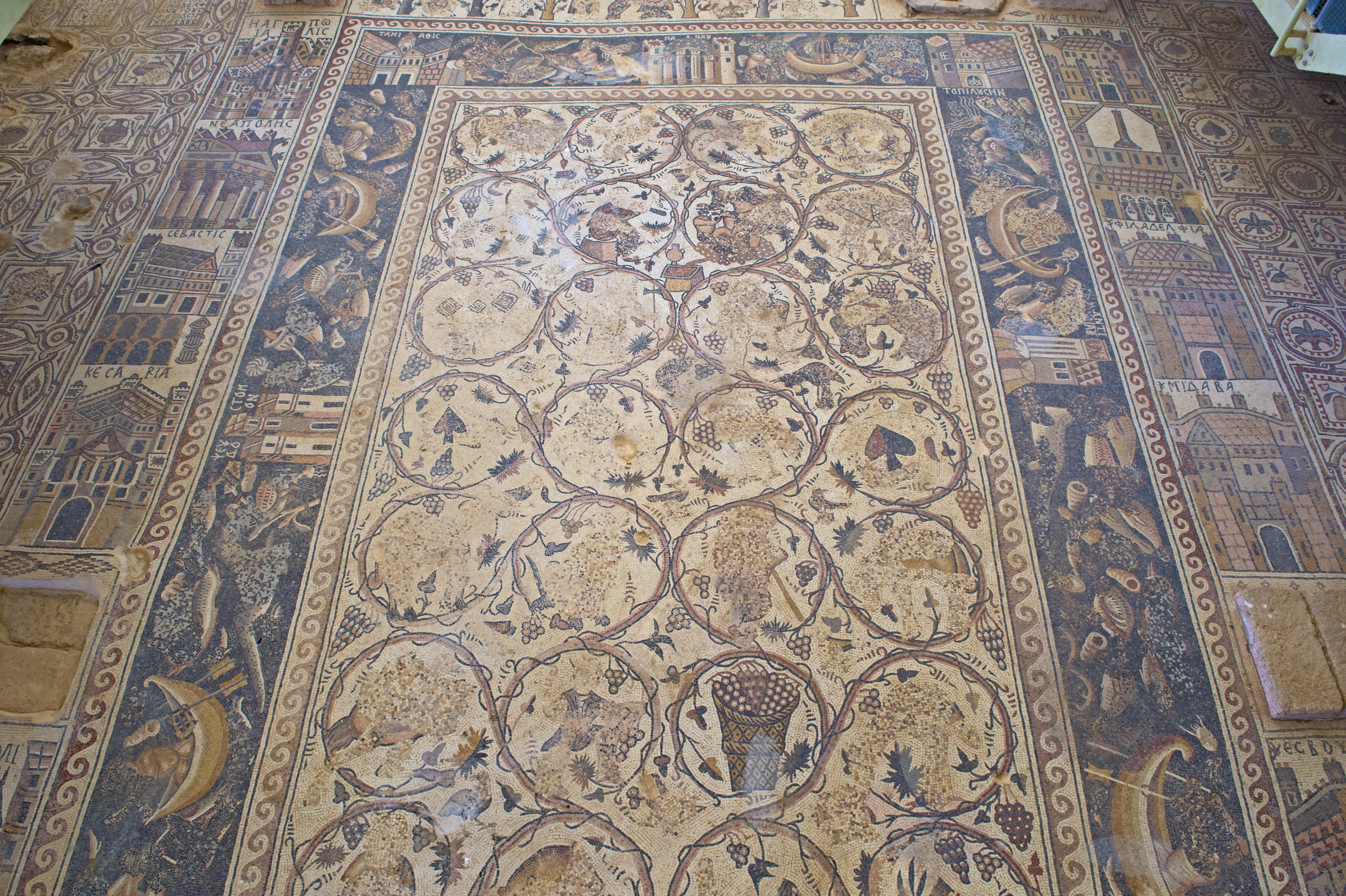
Mosaico en la nave de la Iglesia de San Esteban, Umm ar-Rasas
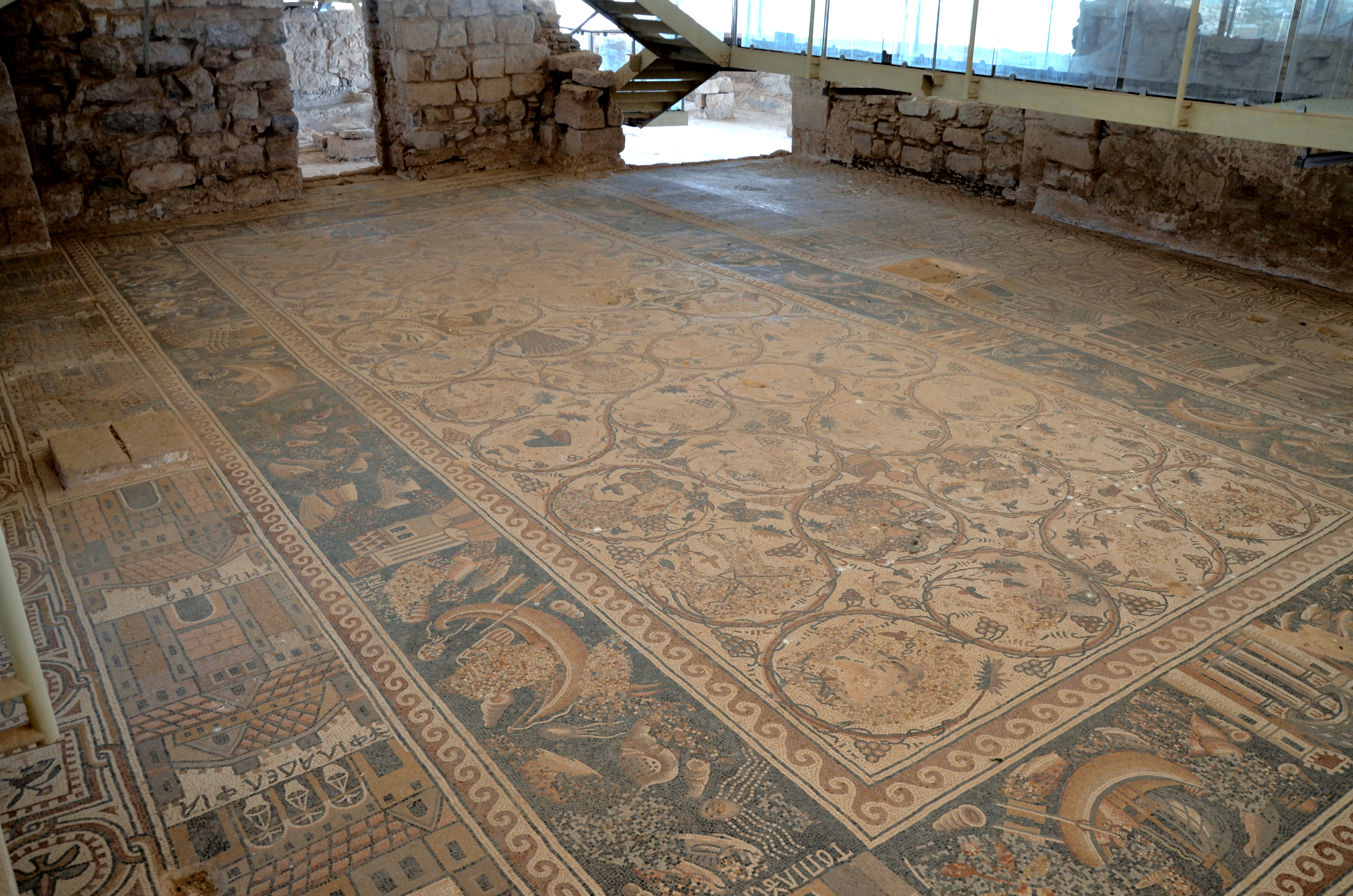
Mosaico en la Iglesia de San Esteban, Umm ar-Rasas

### Marco exterior, lado izquierdo (norte)
En el marco se muestra una serie de ocho ciudades:
- Jerusalén (Hagia-polis [Ciudad Santa])
- Nablus
- Sebastia (Sebastis)
- Cesarea
- Lida (Diospolis)
- Eleuterópolis (Bayt Jibrin)
- Ascalón (Askalon)
- Gaza

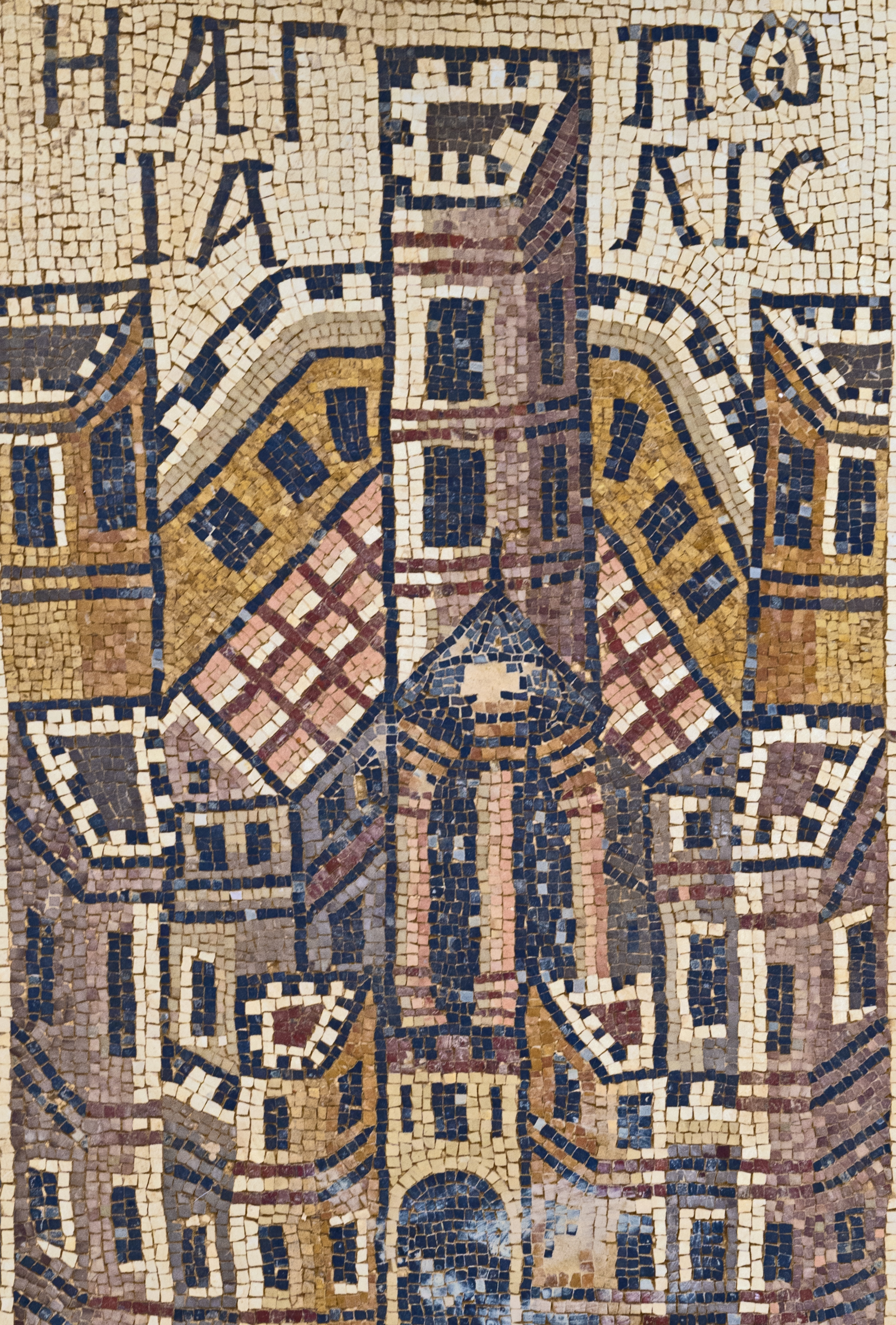
Jerusalén
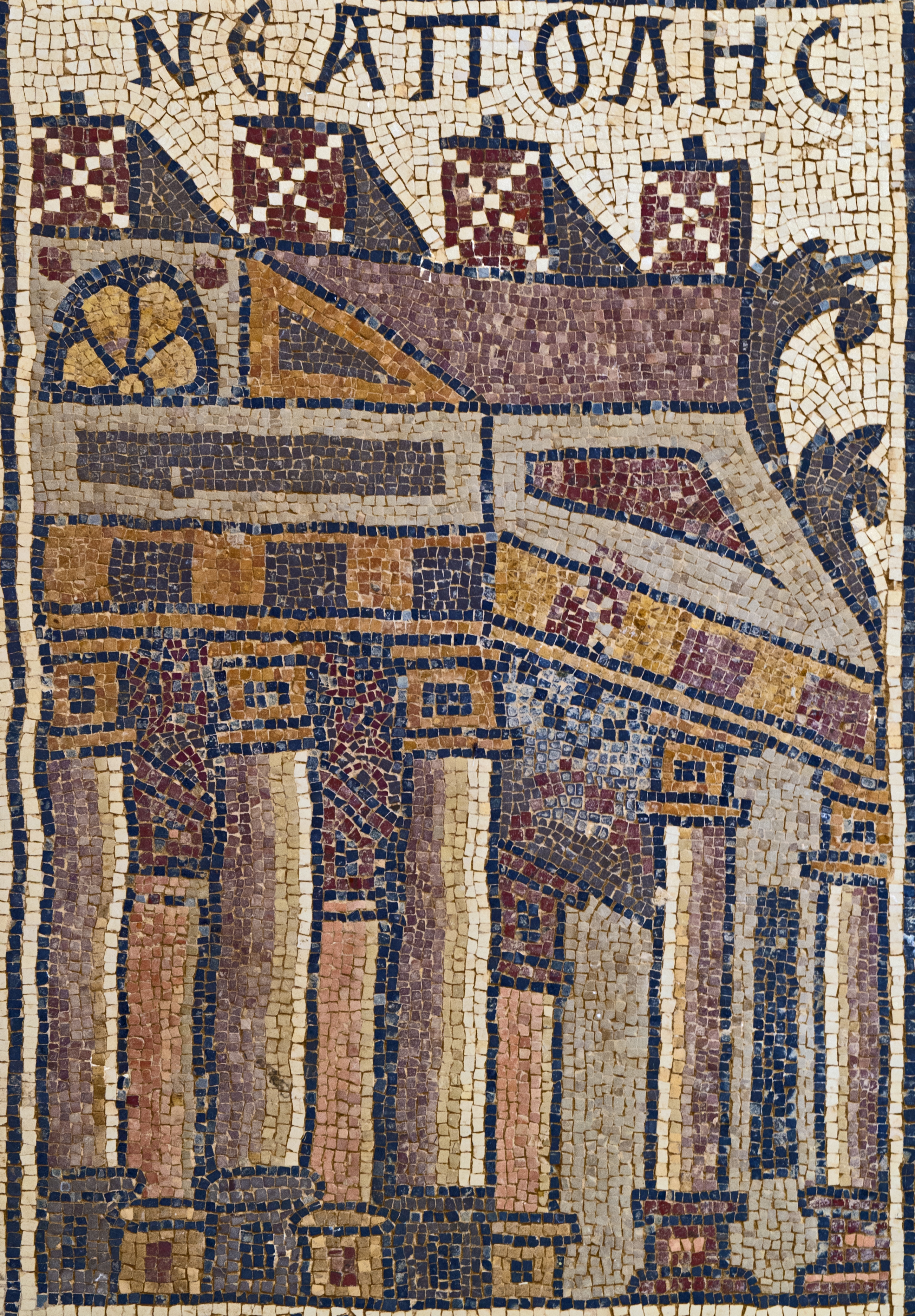
Nablus
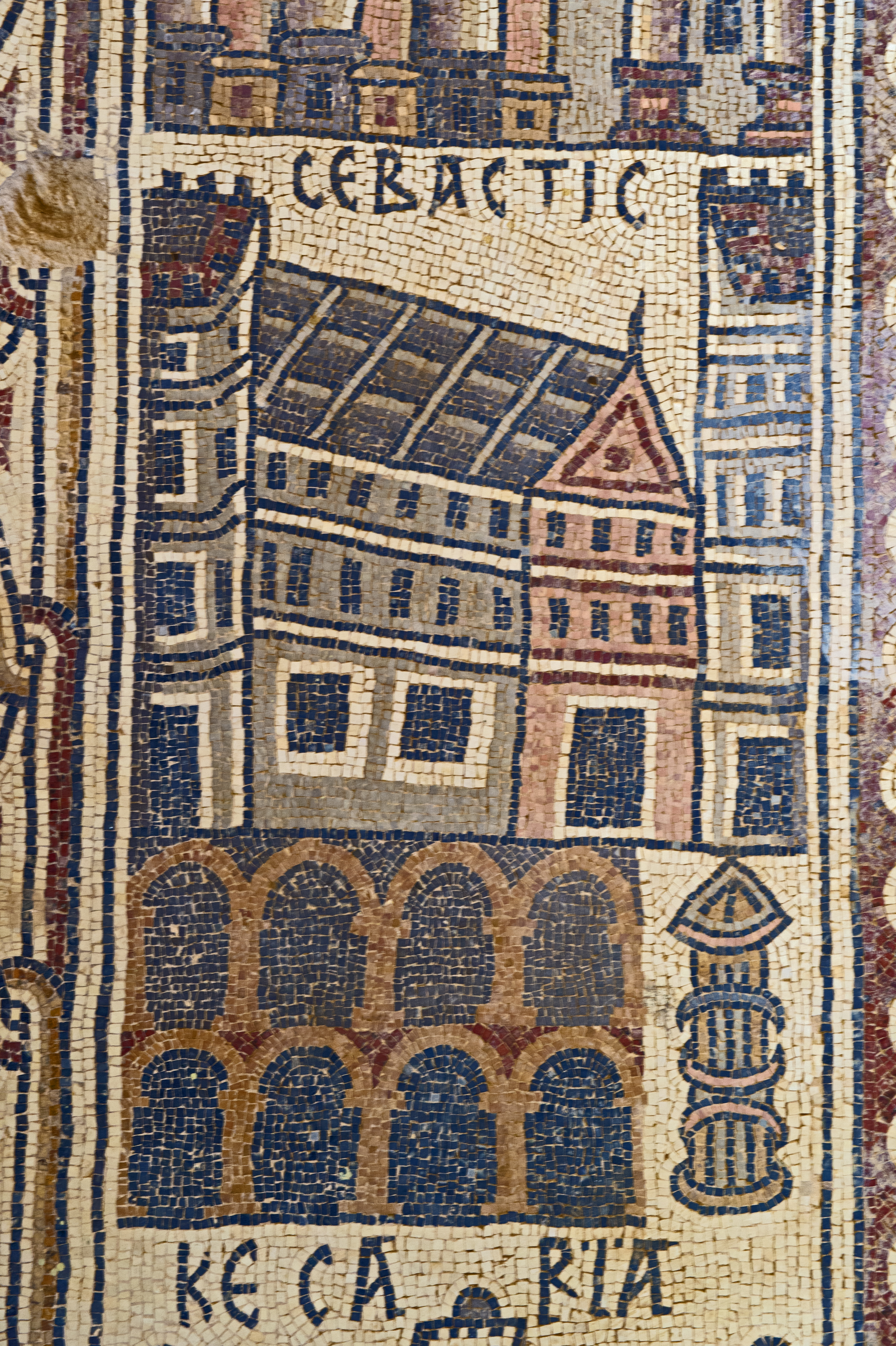
Sebastia
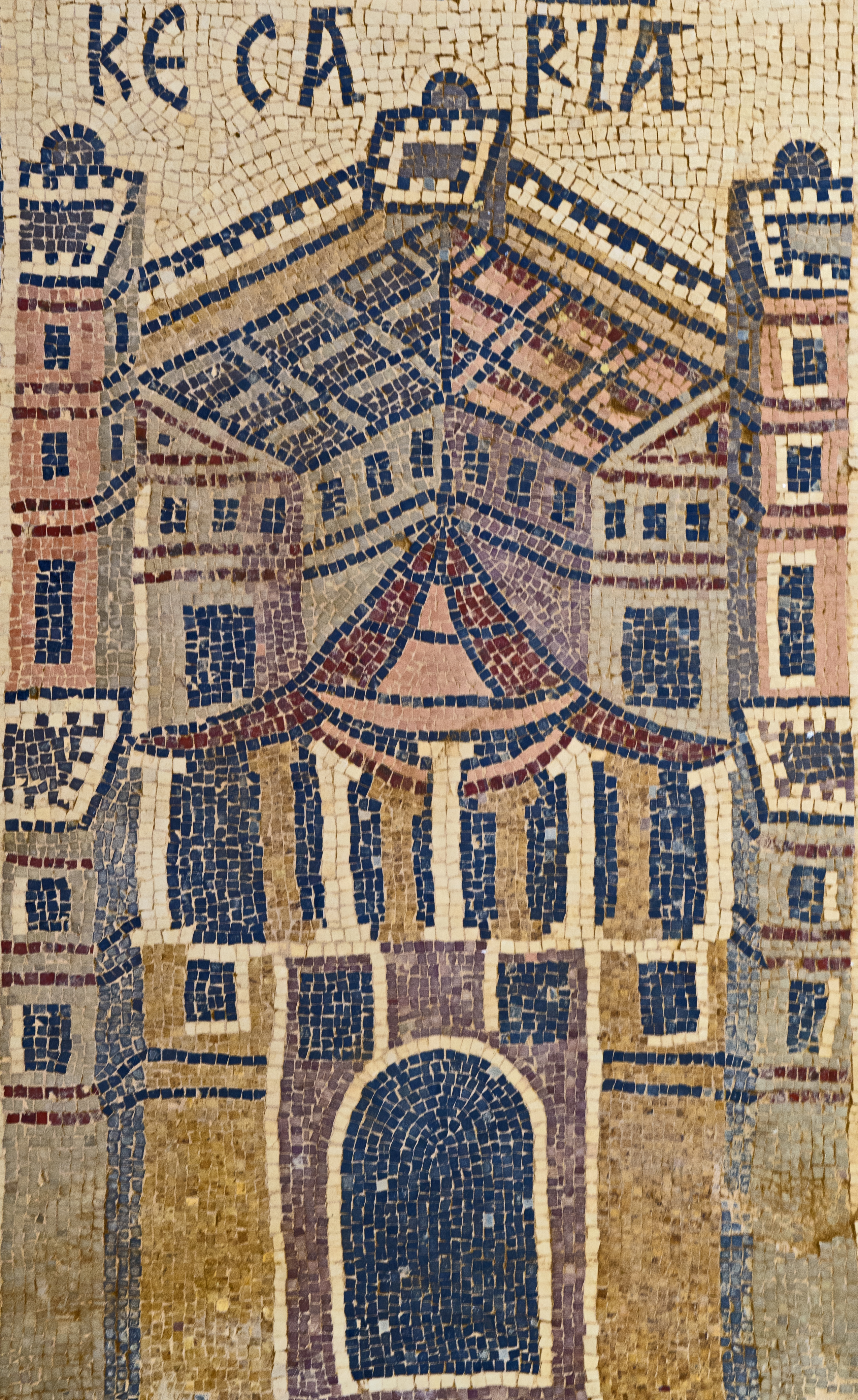
Cesarea
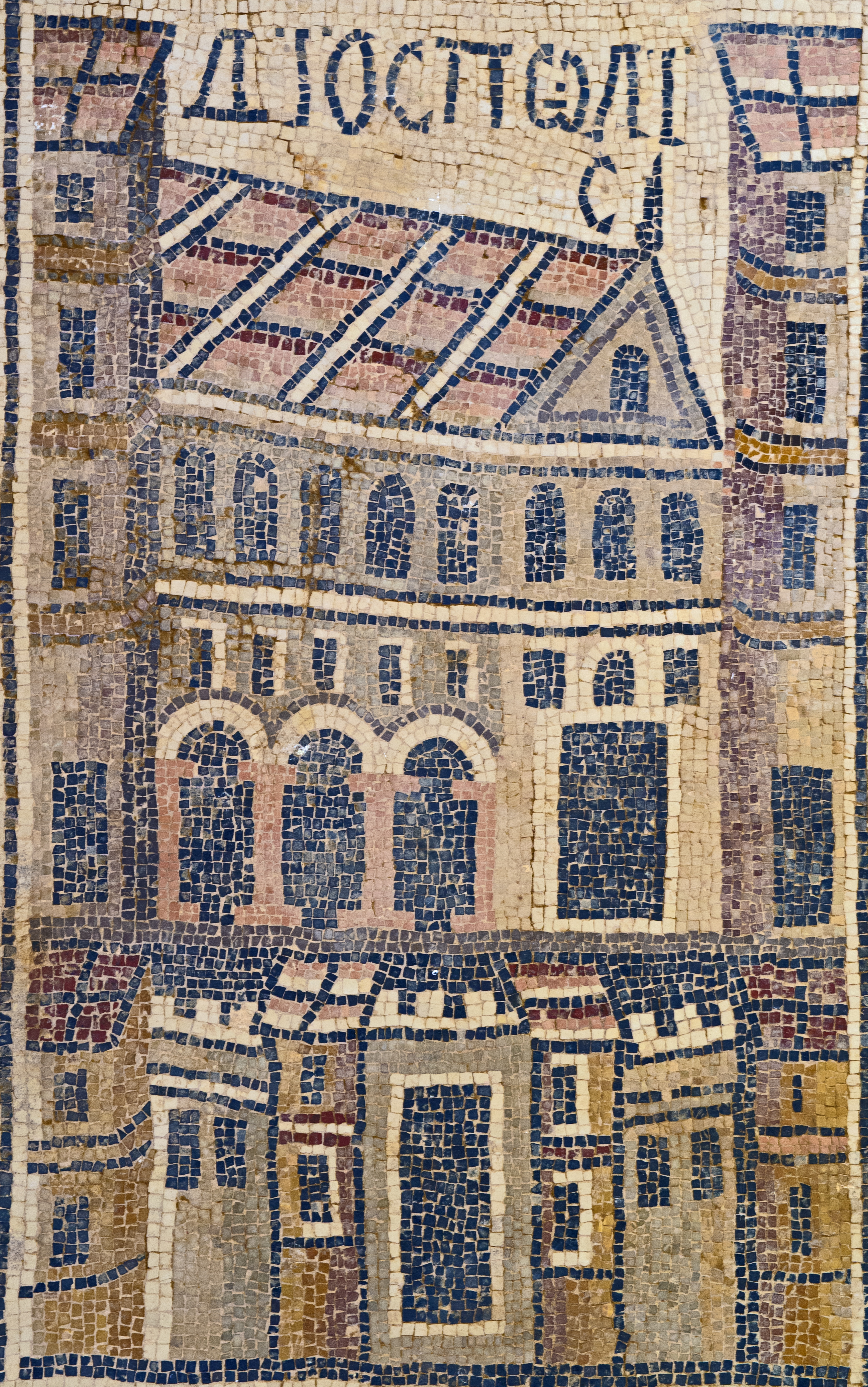
Lida
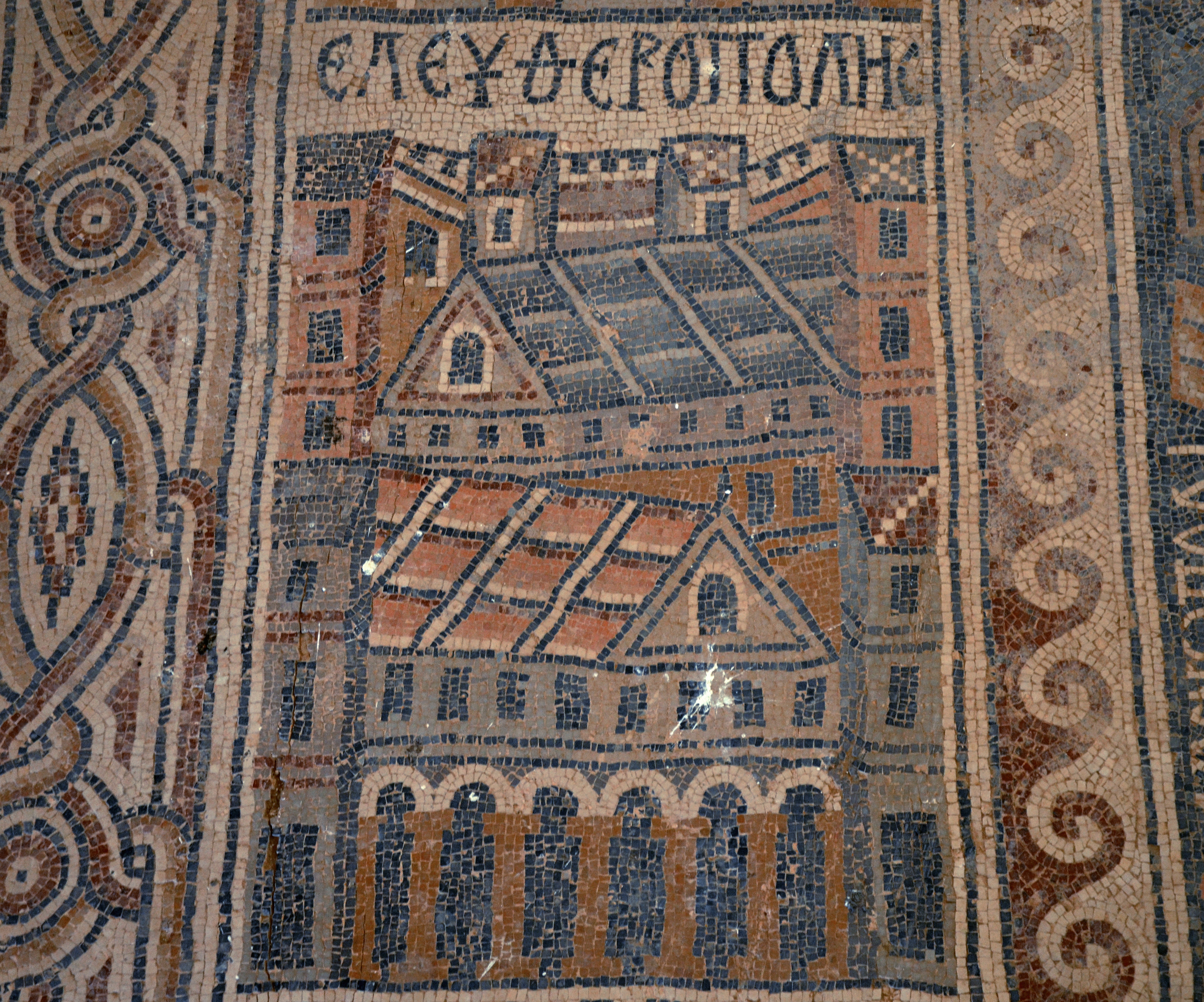
Eleutheropolis (Bayt Jibrin)
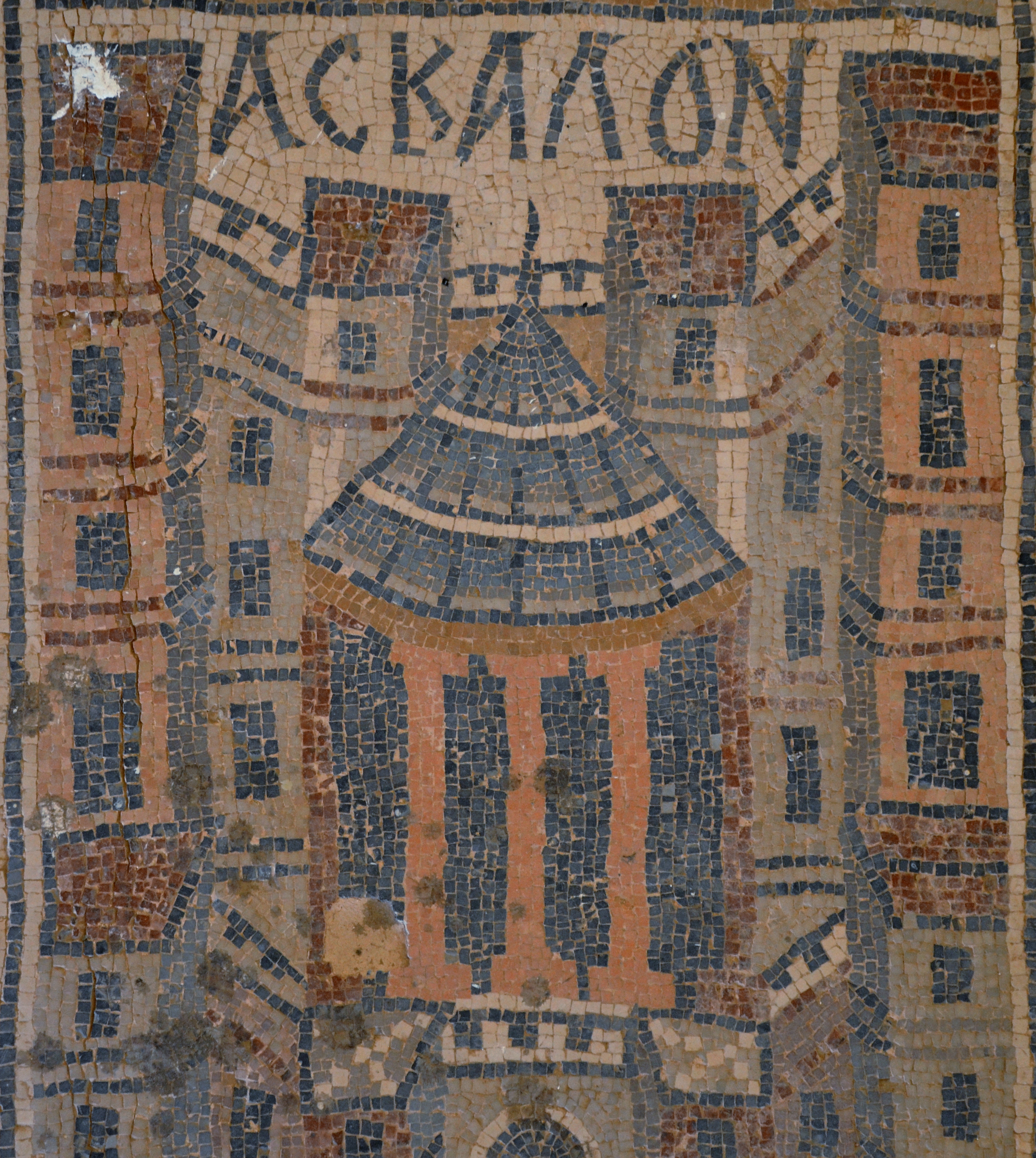
Ascalón
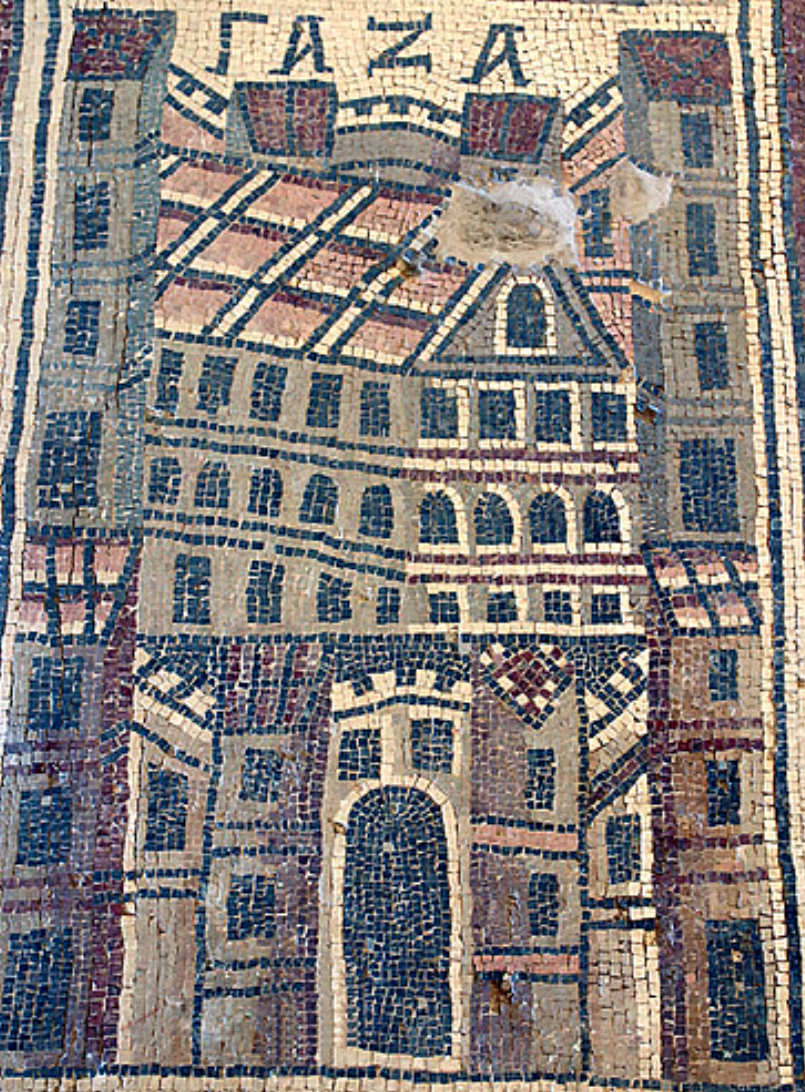
Gaza

### Marco exterior, lado derecho (sur)
En el marco se muestran siete ciudades jordanas:
- Kastron Mefaa (Umm er-Rasas)
- Philadelphia/Filadelfia (Amán)
- Madaba
- Esbounta (Heshbon)
- Belemounta (Ma'in)
- Areópolis (Rabba)
- Charachmoba (Al Karak)

Al comienzo de cada pasillo se muestran dos ciudades adicionales:
- Limbo
- Diblathon/Diblatón

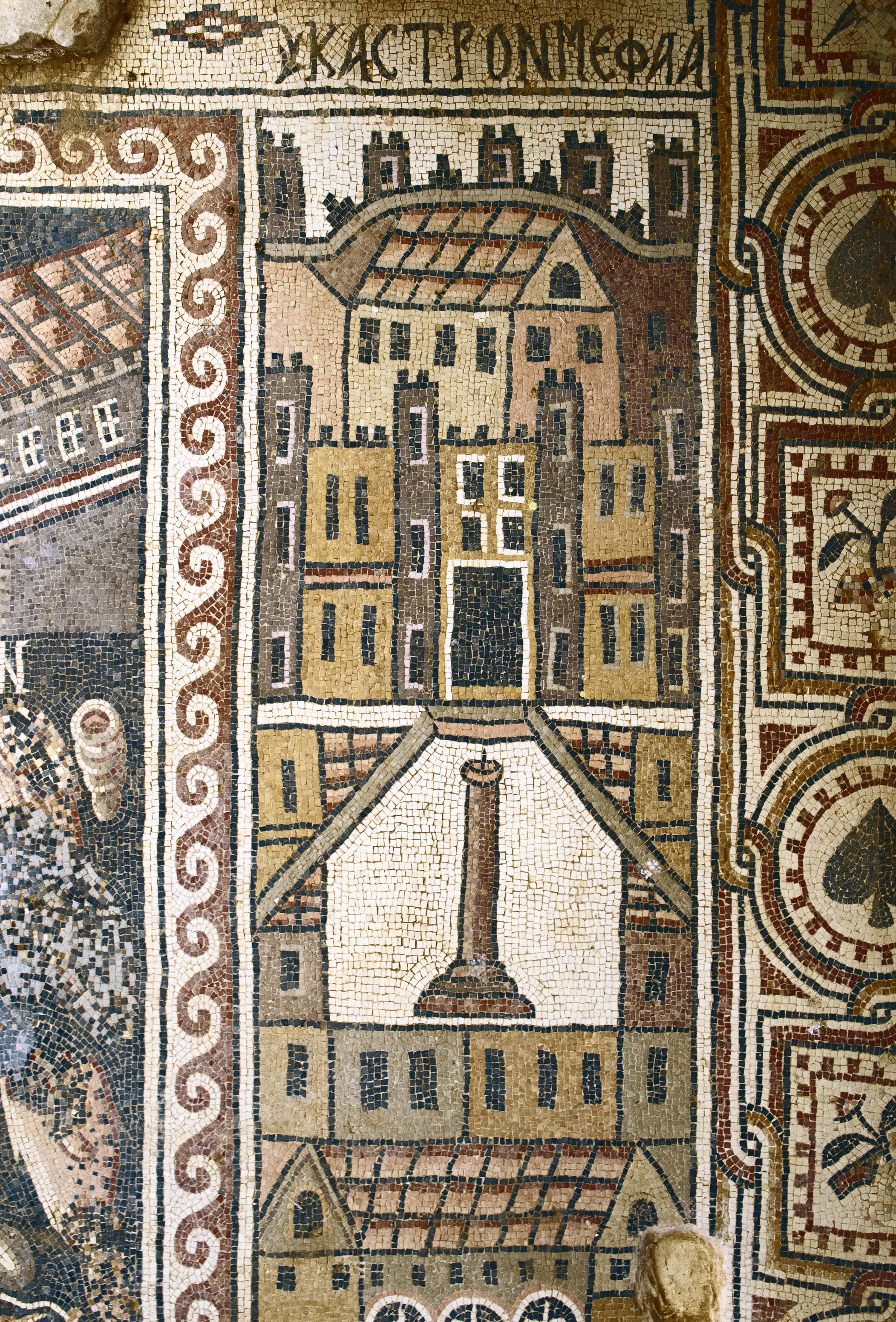
Kastron Mefaa (Umm er-Rasas)
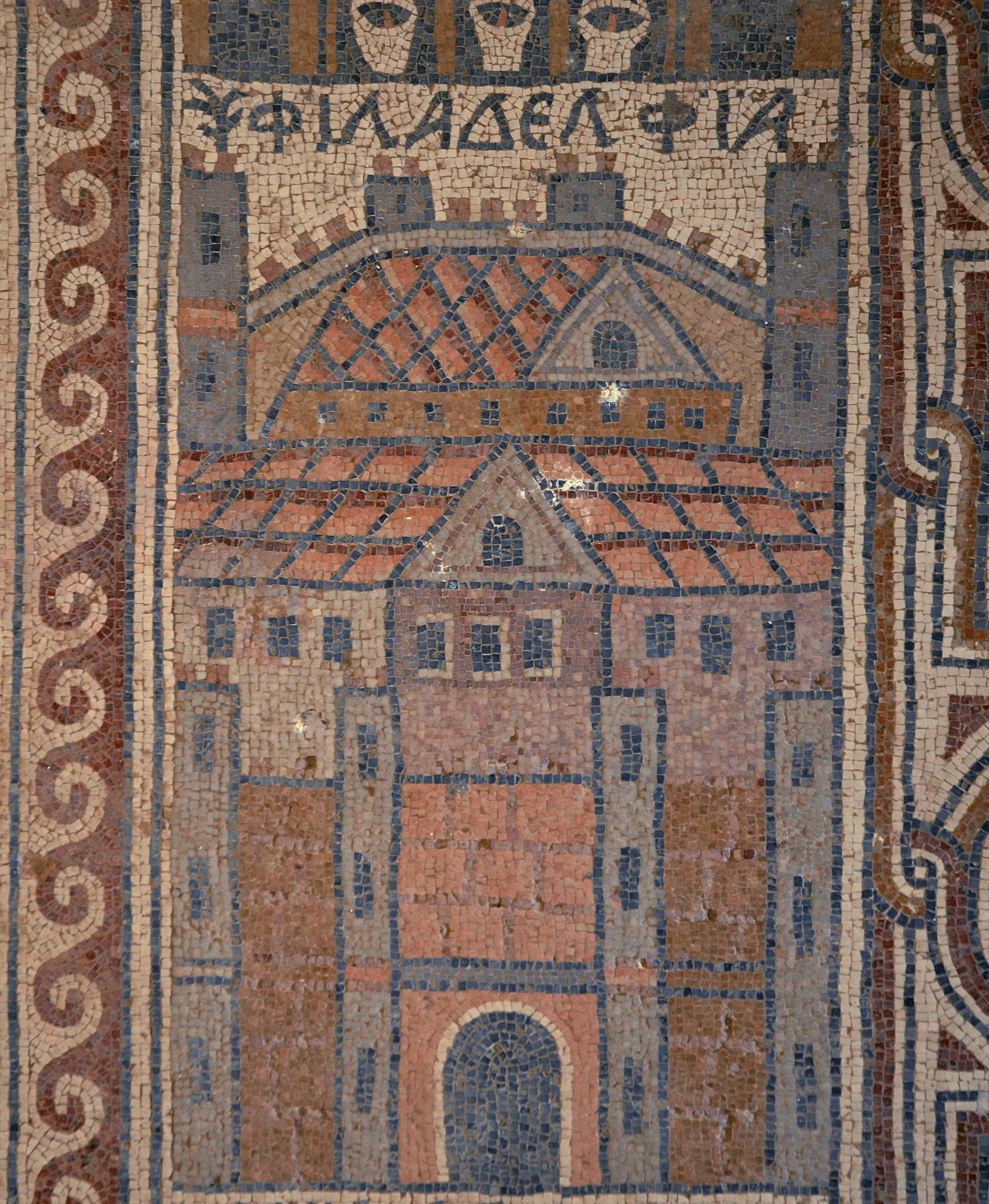
Philadelphia/Filadelfia (Amán)
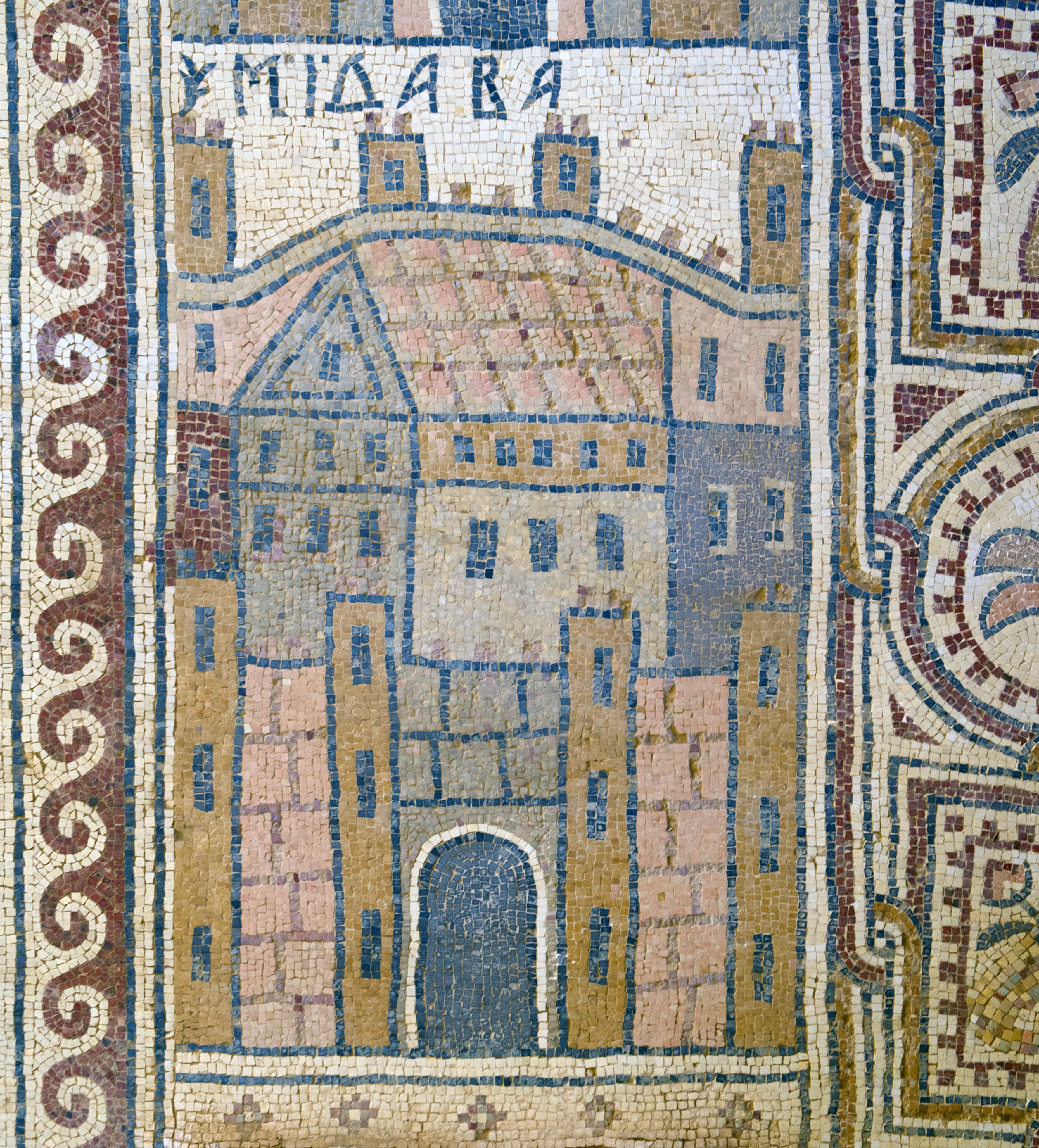
Madaba
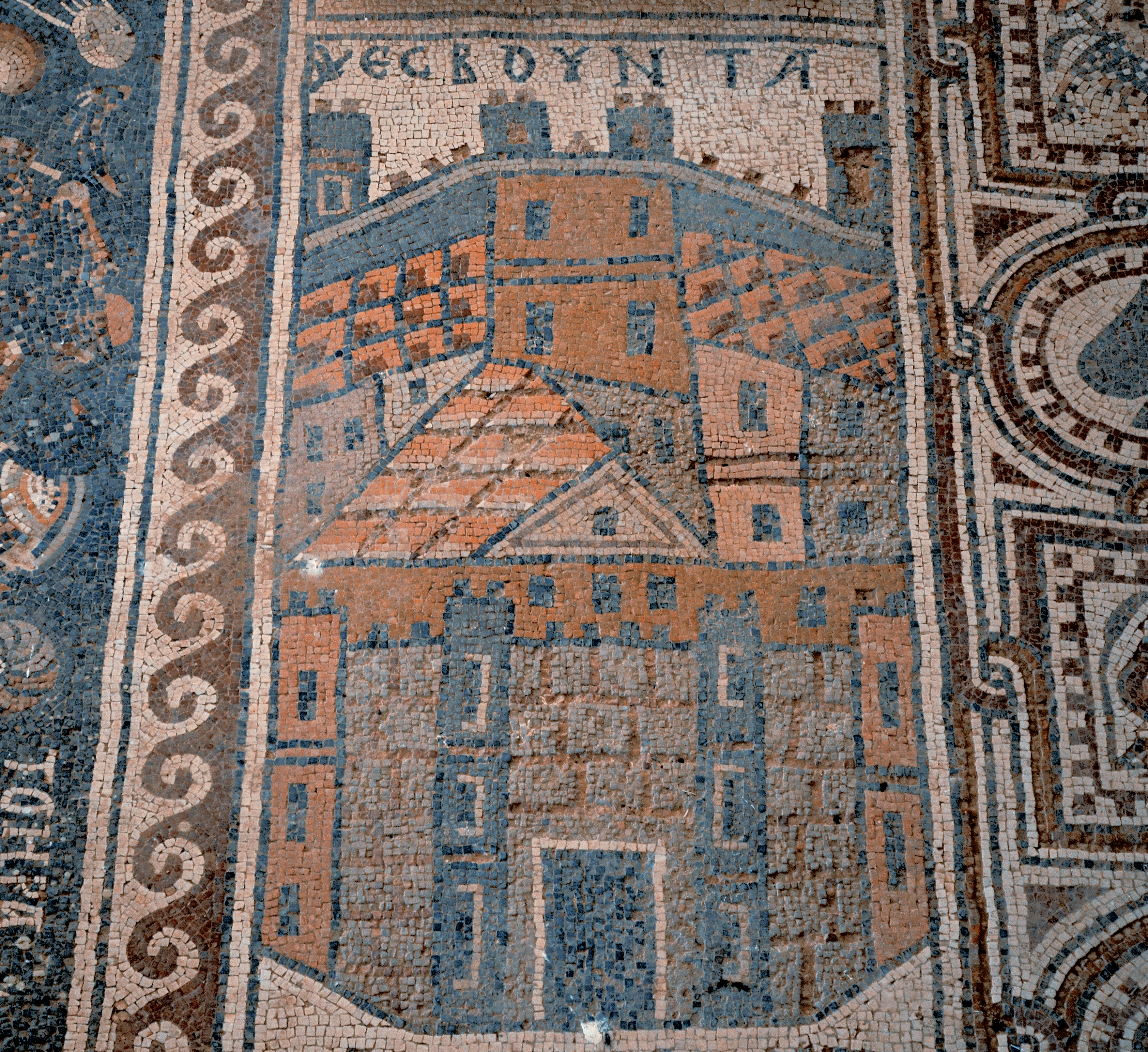
Esbounta (Hesbón)
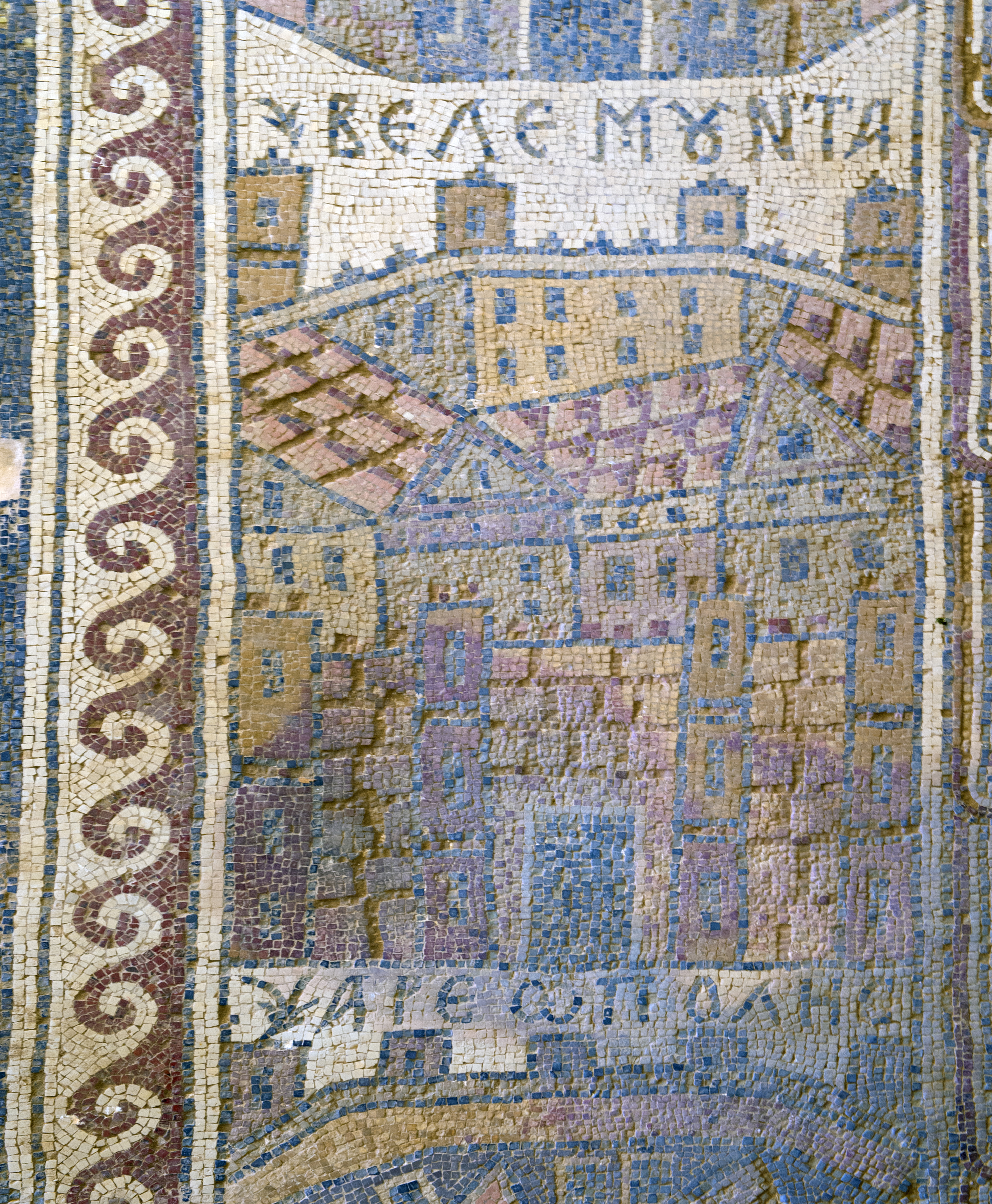
Belemounta (Ma'in)

### Marco interior
El marco interior incluye ilustraciones de diez ciudades del delta del Nilo:
- Alejandría
- Kasin (Ras Kouroun)
- Tenesos
- Tamiathis
- Panau
- Pelusium
- Anticiaou(?)
- Eraklion (ya sea Heracleopolis Parva / Sethroë o Heracleion)
- Cinópolis
- Pseudostomón.

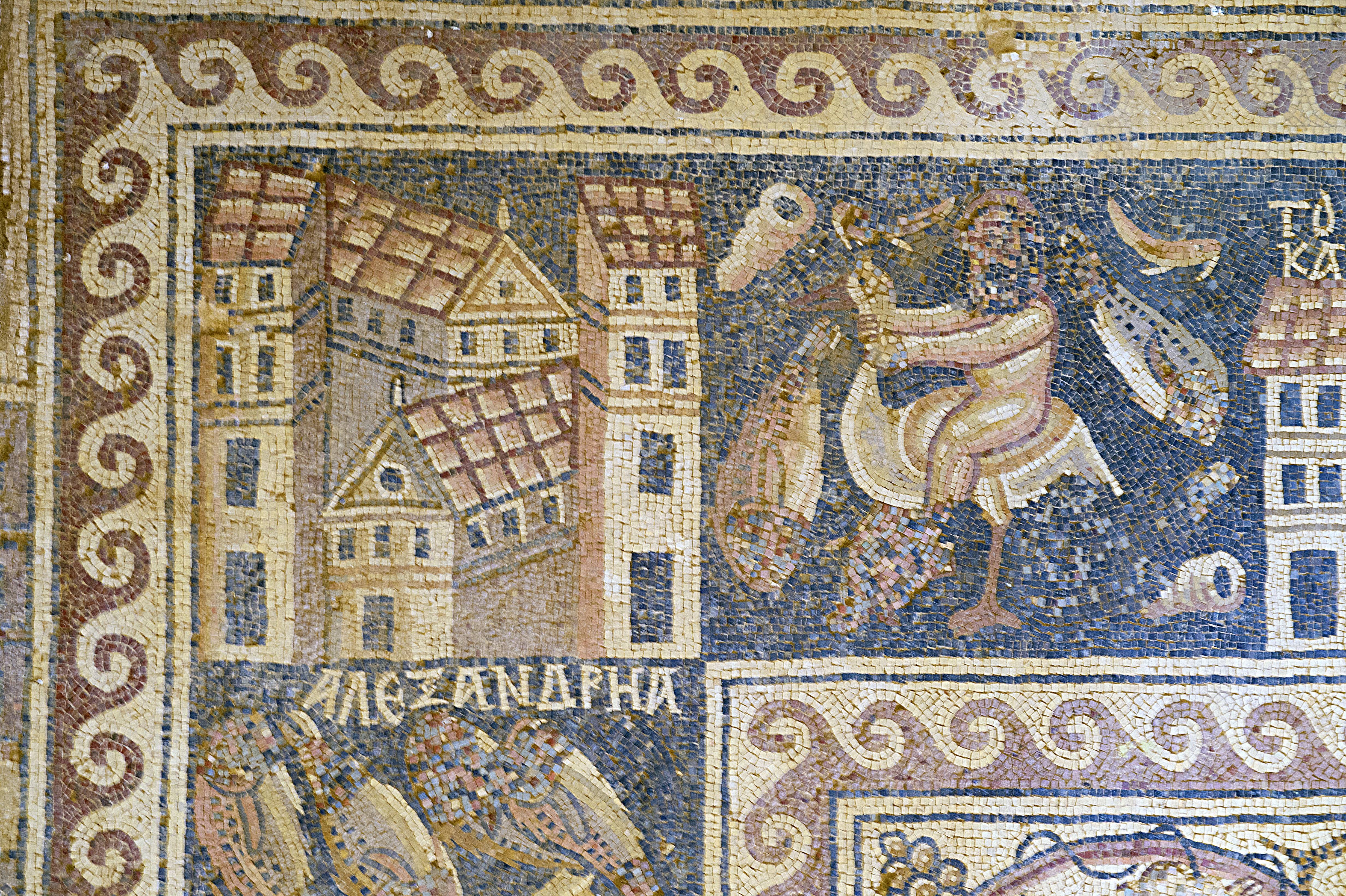
Alejandría
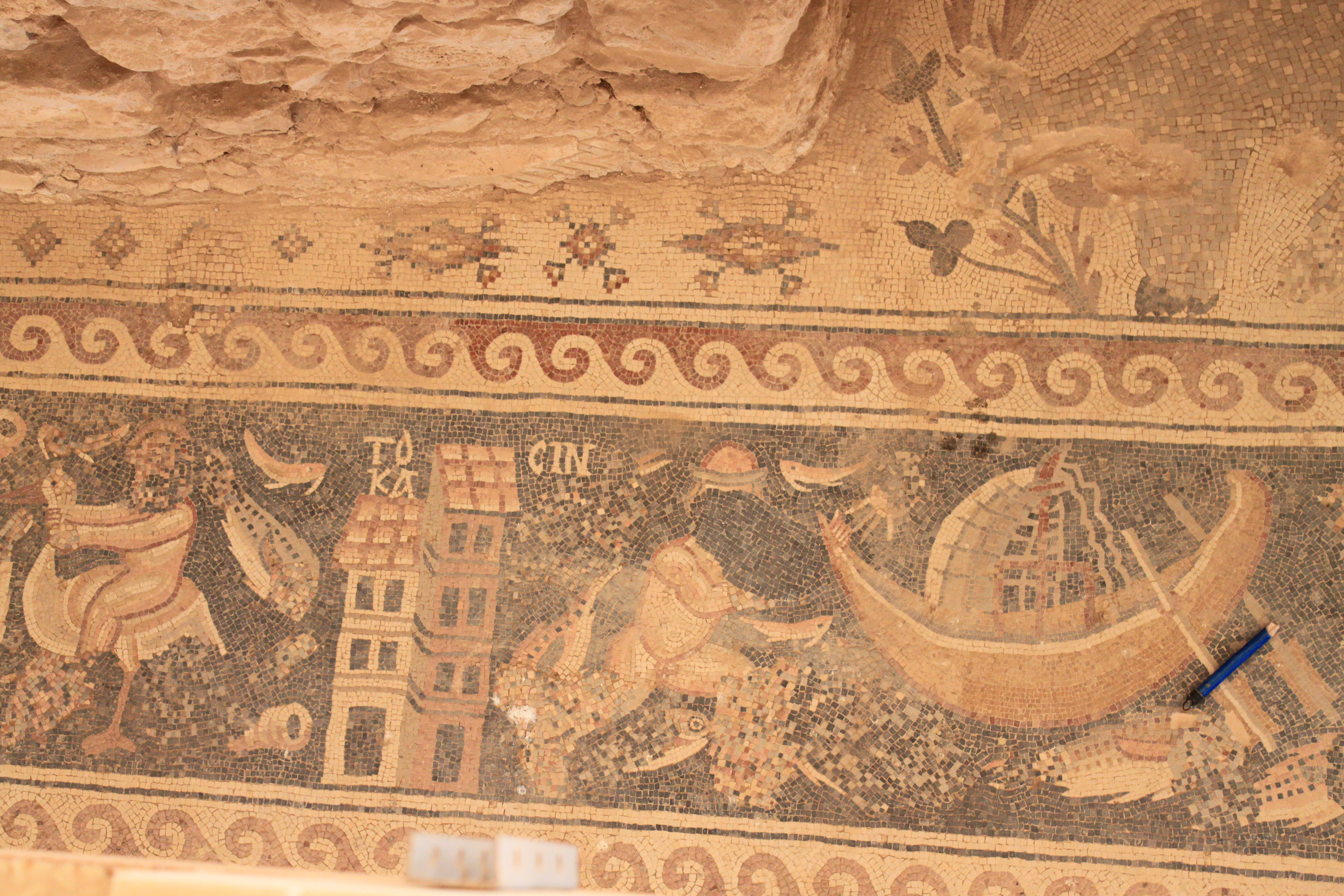
Kasin (Ras Kouroun)
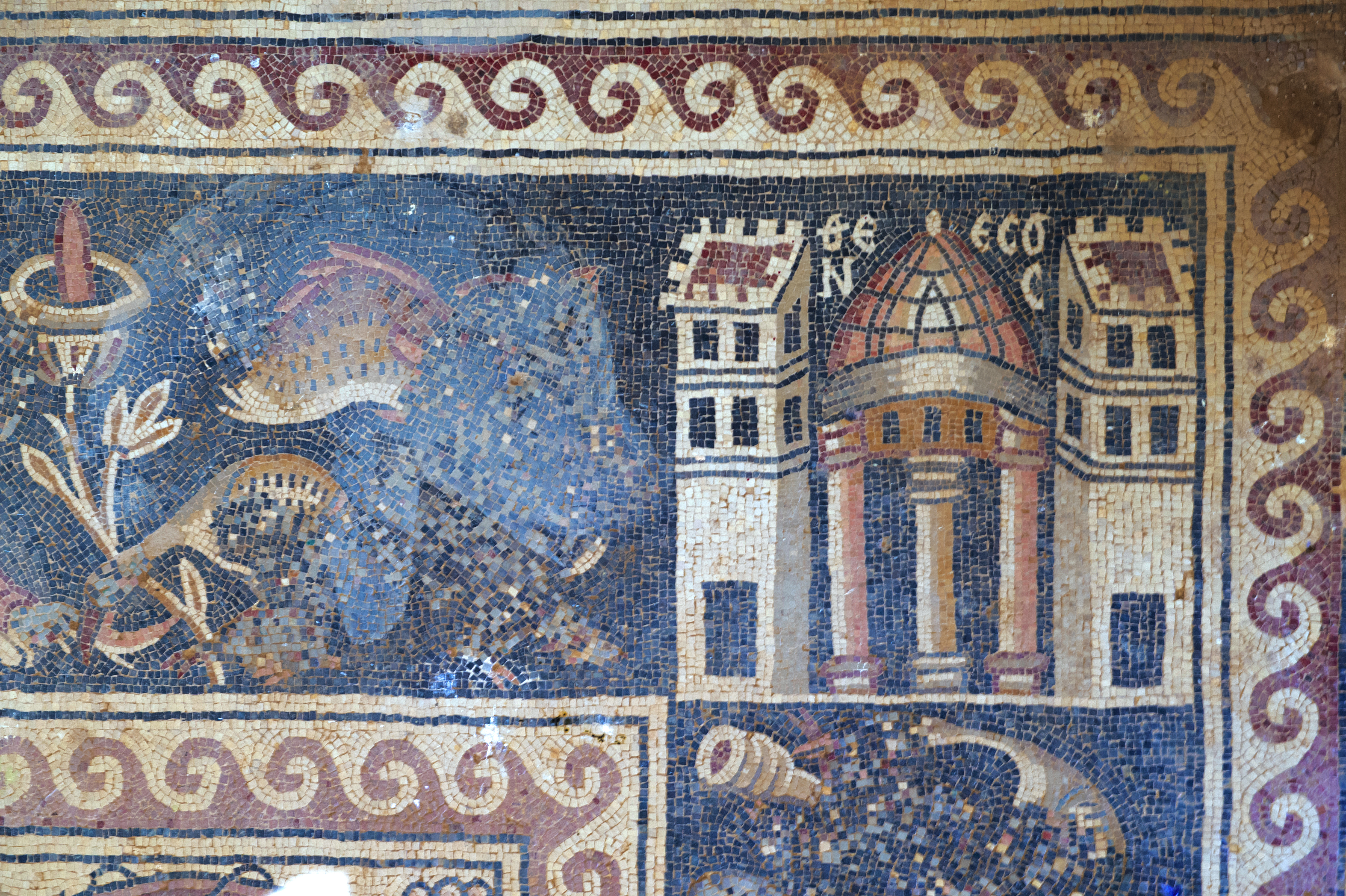
Tenesos
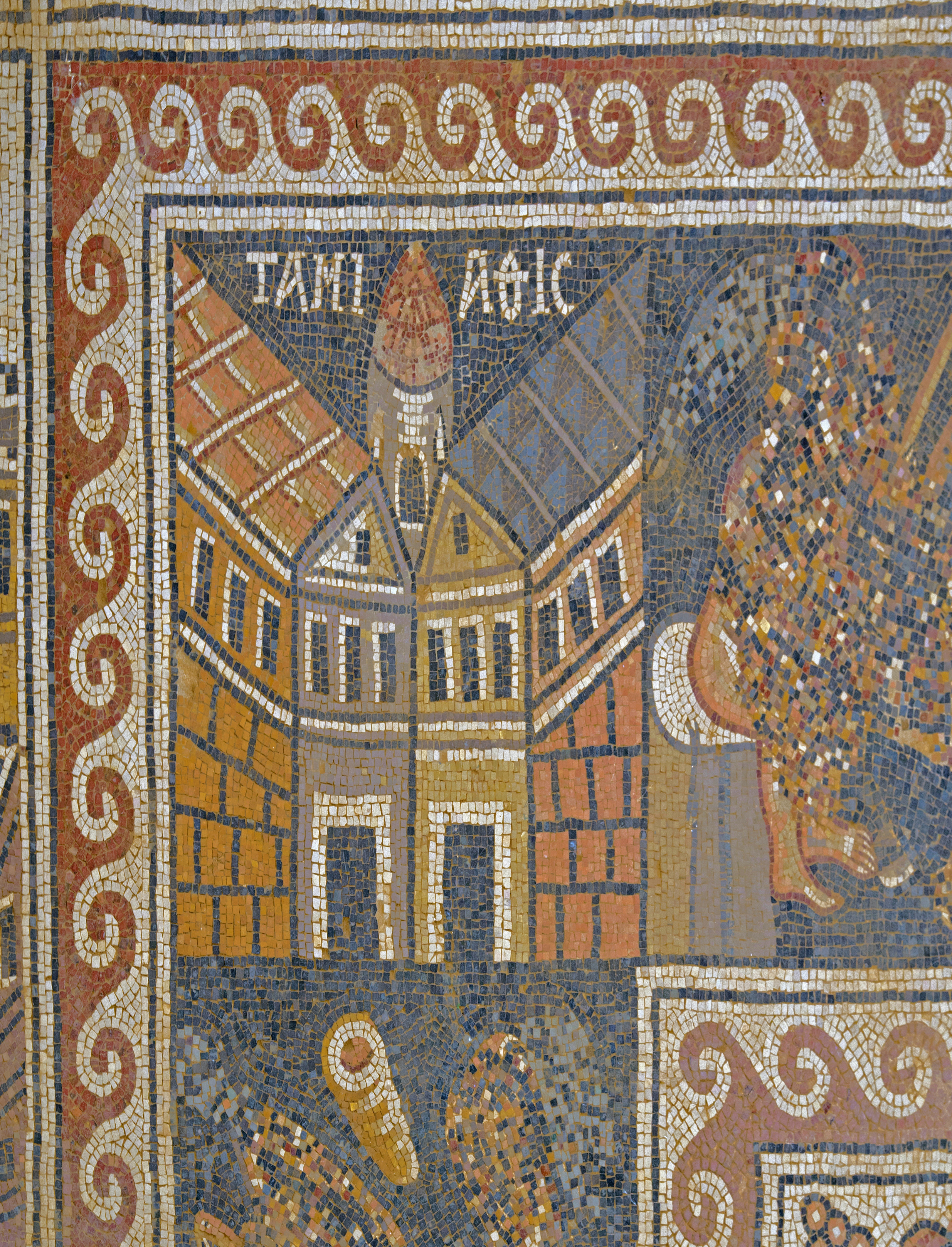
Tamiathis
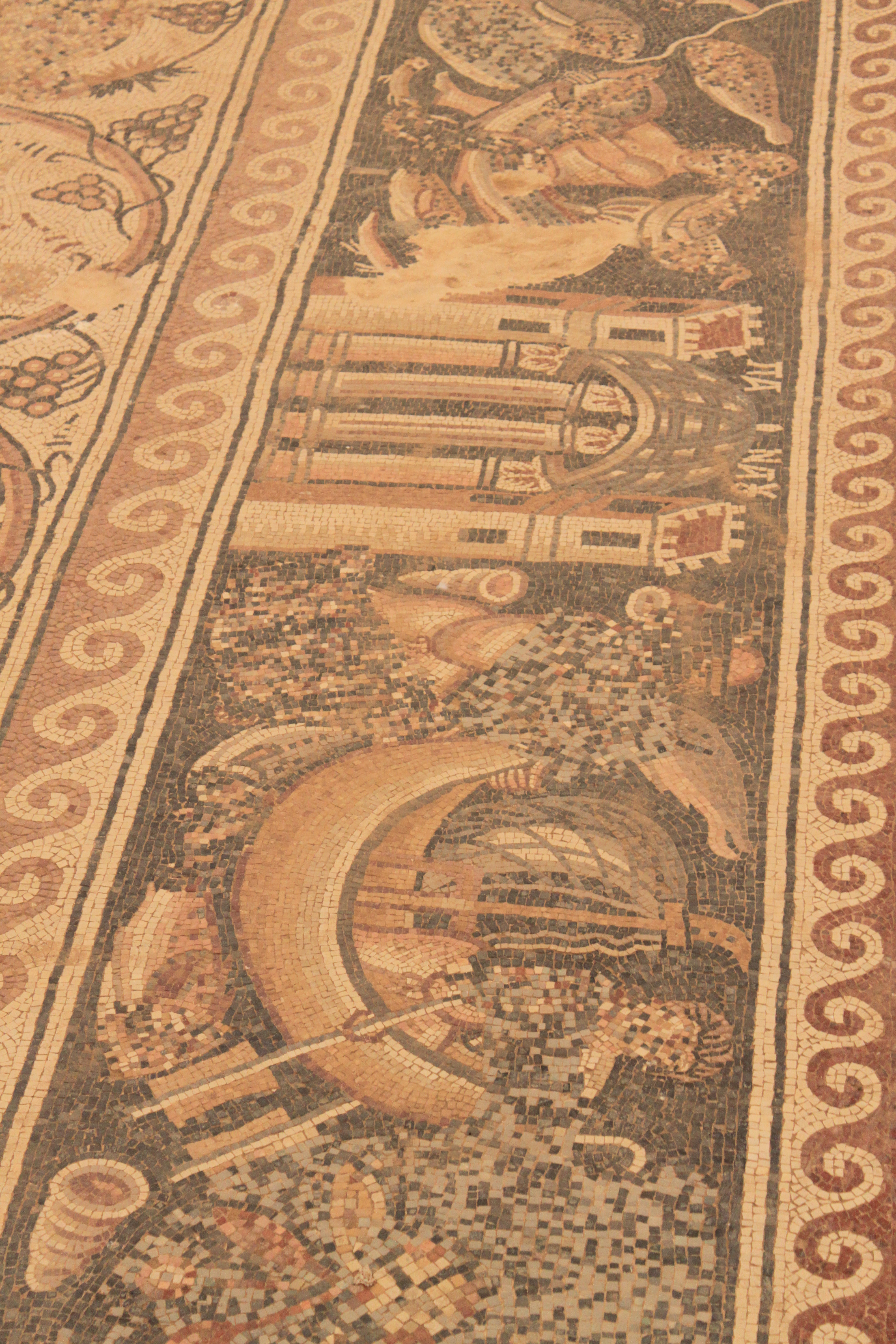
Panau
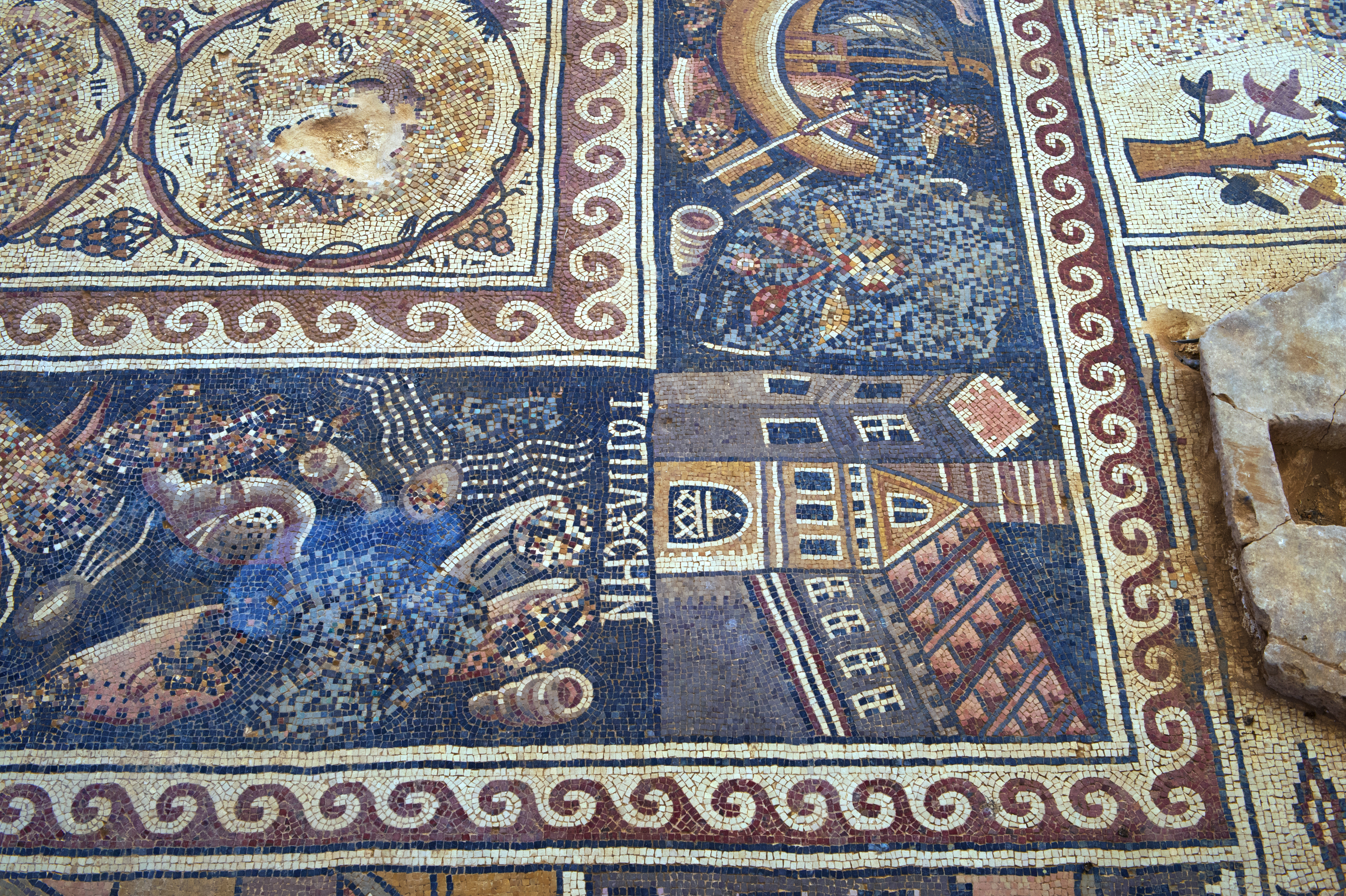
Pelusium
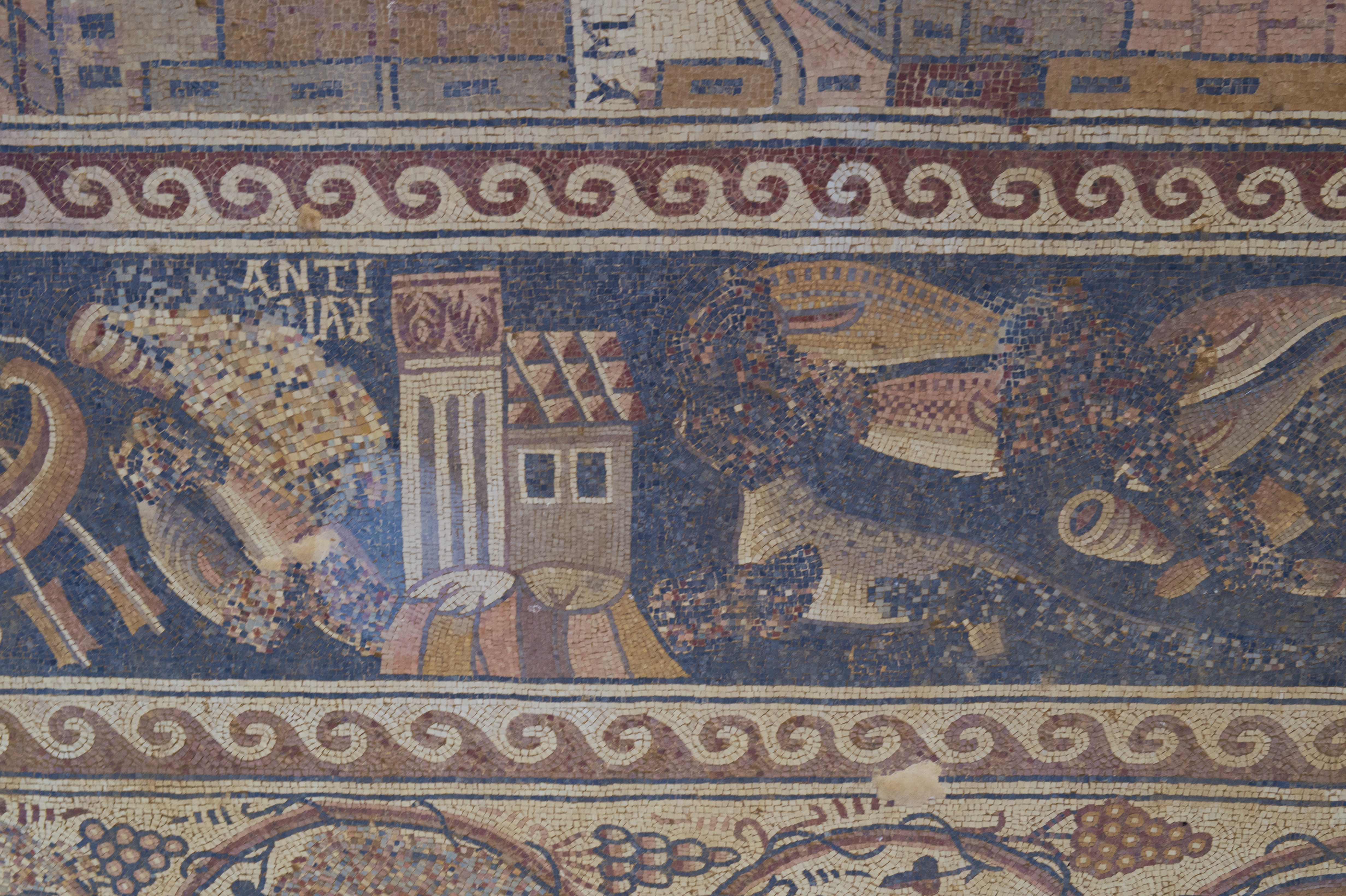
Anticiaou(?)
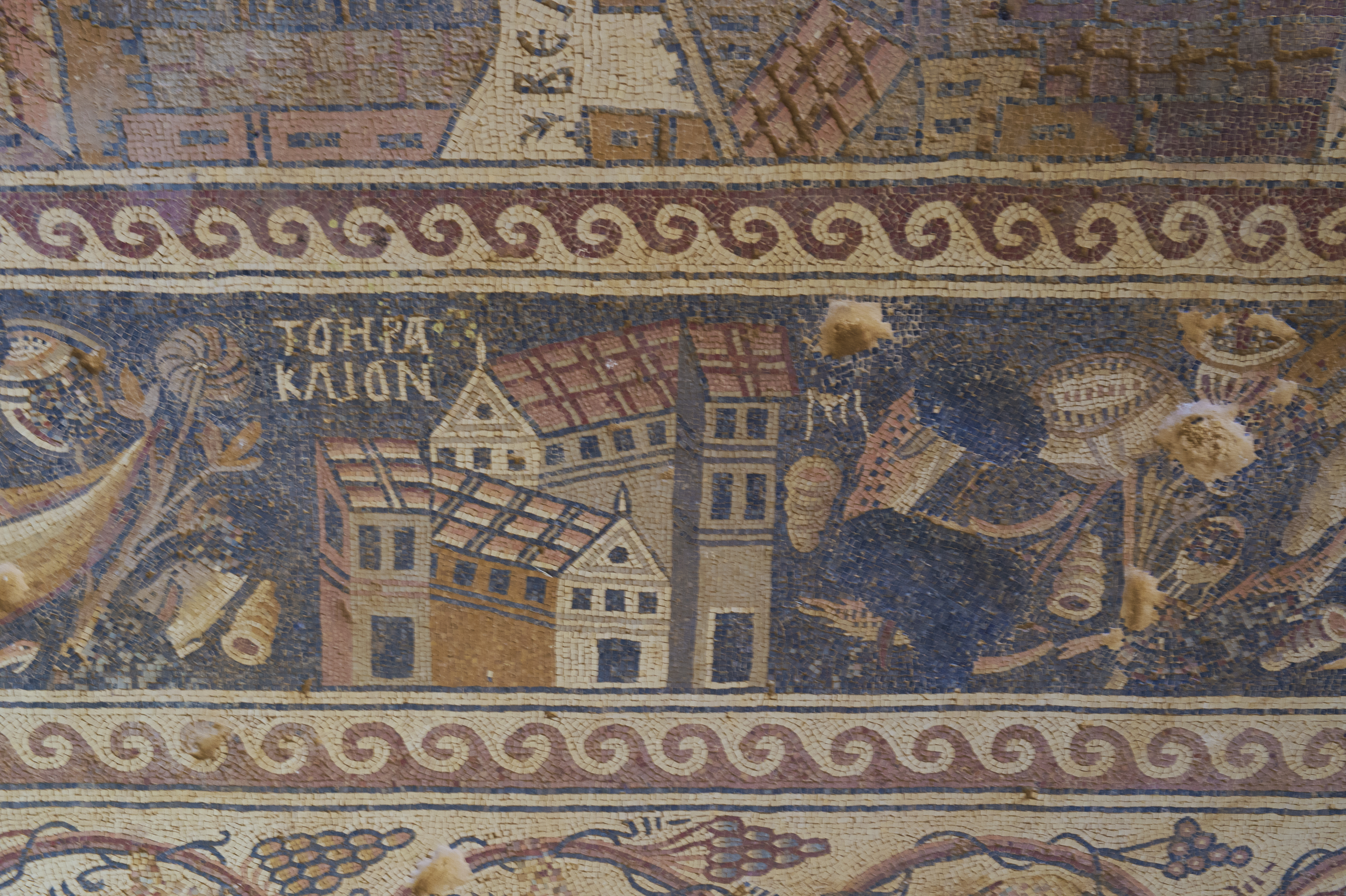
Eraklion/Eraclion (ya sea Heracleopolis Parva / Sethroë o Heracleion )
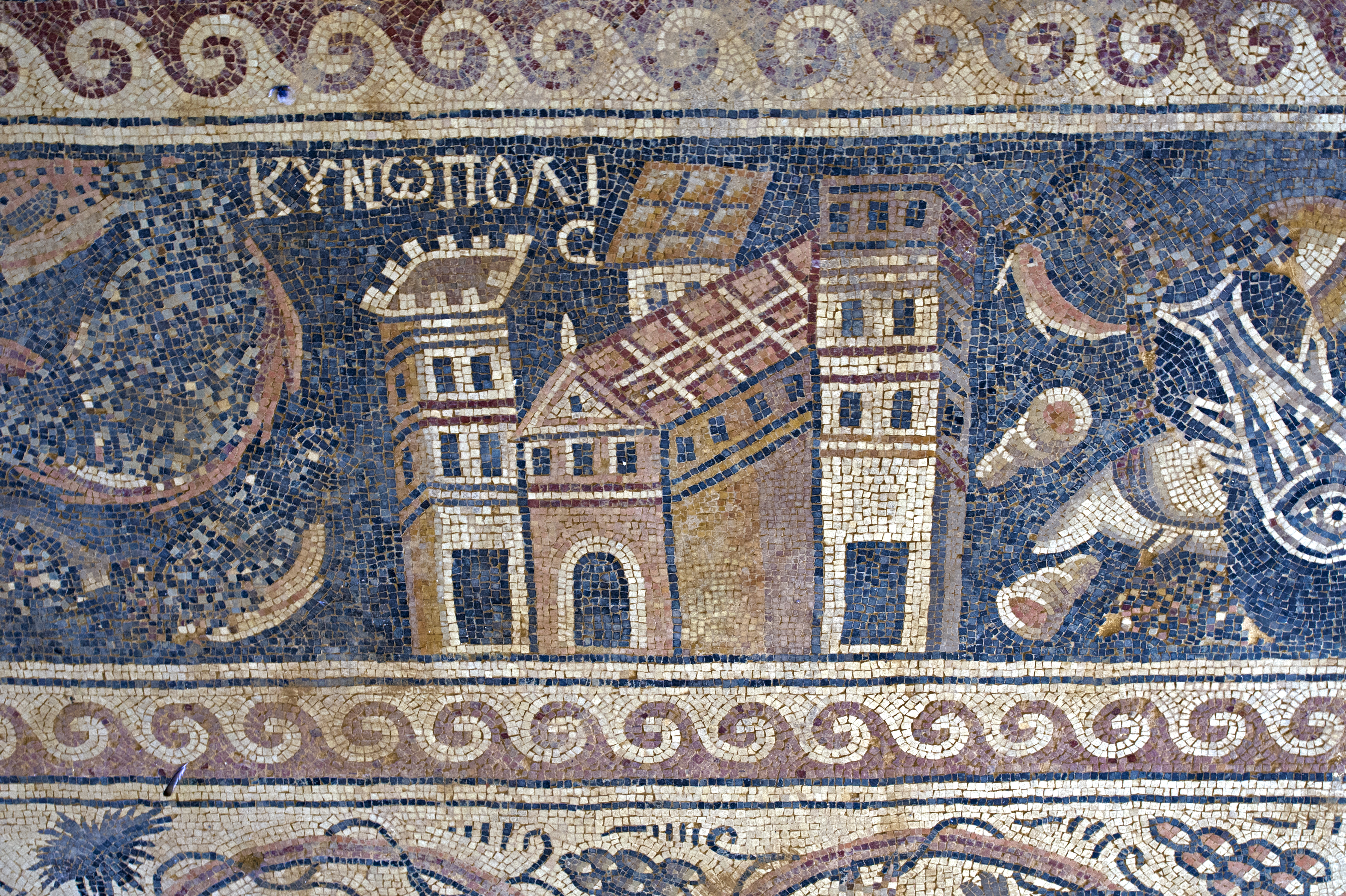
Cinópolis
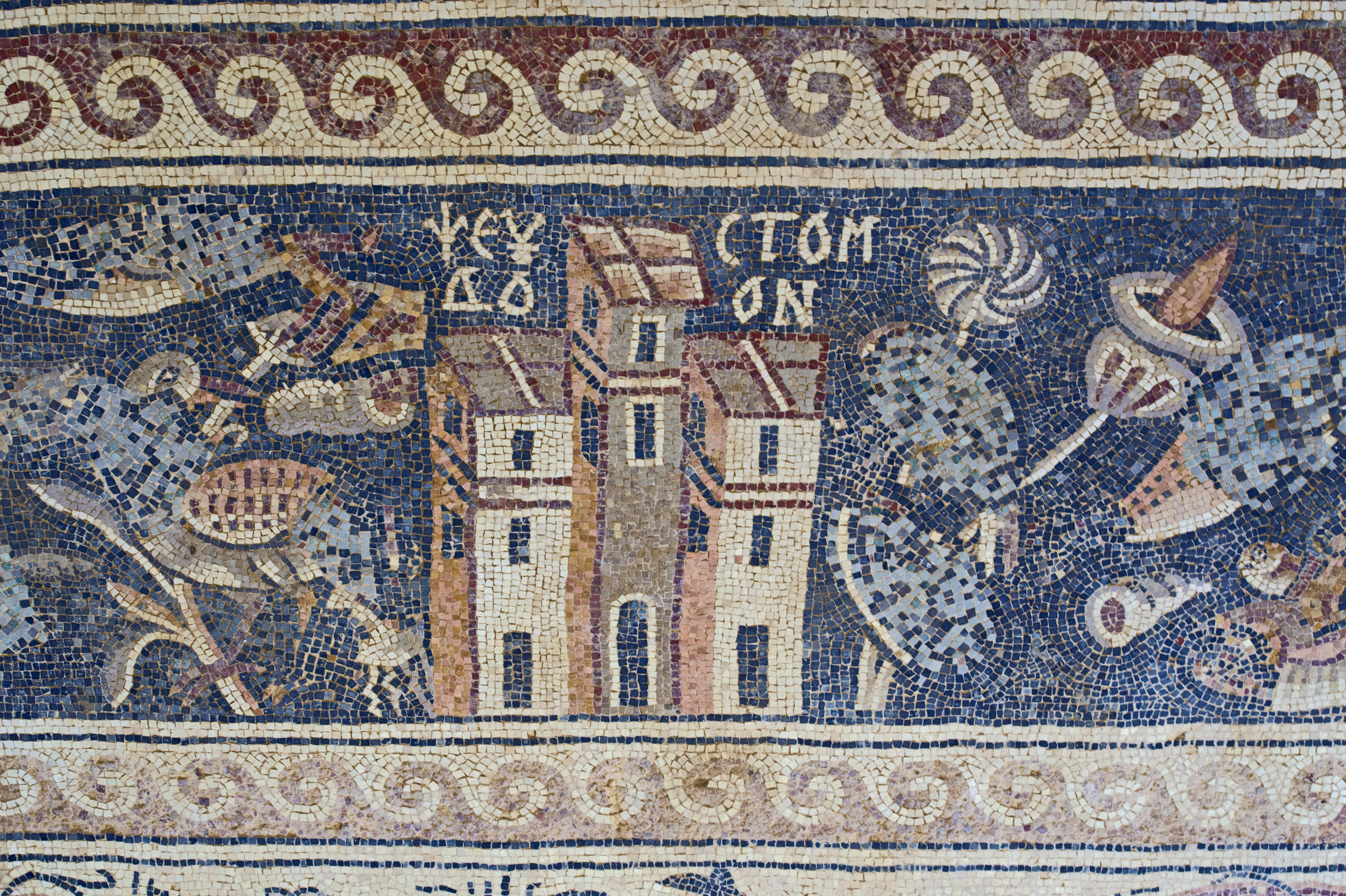
Pseudostomón